# Oude Hollandse Waterlinie

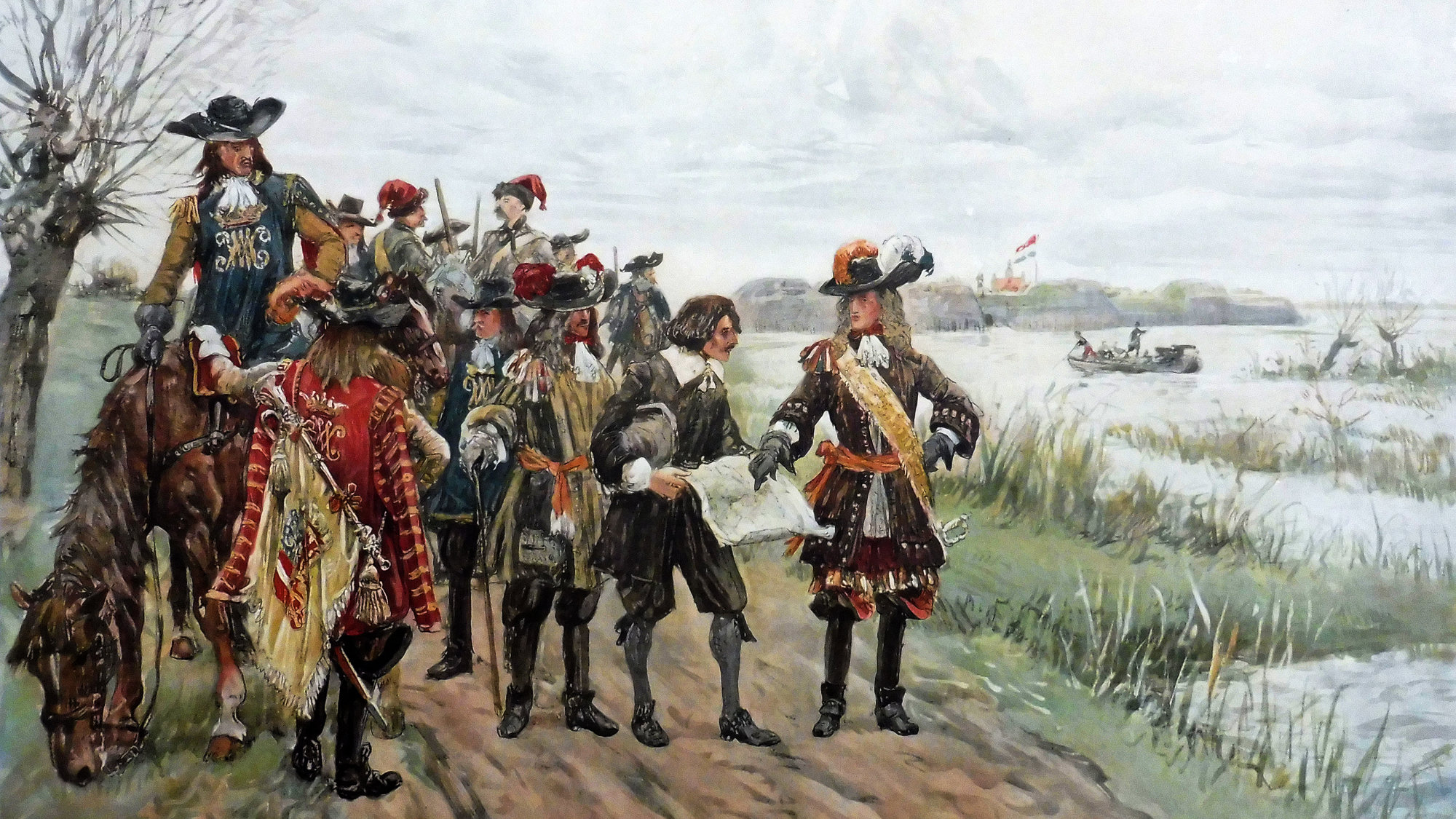
Stadhouder Willem III aan de Oude Hollandse Waterlinie; schoolplaat uit de vroege 20ste eeuw.

De (Oude) Hollandse Waterlinie was tussen 1672 en 1815 een militaire verdedigingslinie van de provincie Holland. De verdedigingslinie combineerde versterkte steden (vestingen) en onder water gezette polders (inundaties) en vormde een barrière langs de provinciale oost- en zuidgrens. De Oude Hollandse Waterlinie werd ontworpen door de Staten van Holland en West-Friesland in april en mei 1672 en is reeds een maand later ingezet.
De Oude Hollandse Waterlinie verbond aanvankelijk de Hollandse vestingen Muiden, Schoonhoven, Gorinchem, Woudrichem en Heusden. Later zijn de vestingen Naarden, Woerden en Oudewater opgenomen in de verdedigingslinie. Weesp en Nieuwpoort waren vanaf het begin onderdeel van de linie, maar werden pas later vestingsteden. Tussen de steden werden op strategische plaatsen forten gebouwd of bestaande versterkingen verbeterd, zoals Fort bij Uitermeer, Fort Wierickerschans en Fort Loevestein.
De Oude Hollandse Waterlinie is succesvol ingezet tijdens de Hollandse Oorlog in 1672-1673 en tijdens de Eerste Coalitieoorlog in 1794-1795. Het jaar 1815 wordt aangehouden als het moment waarop de provinciale Oude Hollandse Waterlinie werd vervangen door de nationale Nieuwe Hollandse Waterlinie. Het belangrijkste verschil tussen de twee linies was dat ook de stad Utrecht deel uitmaakte van de nieuwe verdedigingslinie.
De Oude Hollandse Waterlinie is sinds 2012 een van de erfgoedlijnen van de provincie Zuid-Holland. De erfgoedlijn wordt ondersteund door de provincie Utrecht, omdat grote delen van de Oude Hollandse Waterlinie tegenwoordig in de provincie Utrecht liggen. Het 350-jarig jubileum van de Oude Hollandse Waterlinie is in 2022 gemarkeerd met festiviteiten, exposities en sportieve en recreatieve activiteiten.

## Voorgeschiedenis

### Inundaties als verdedigingslinie

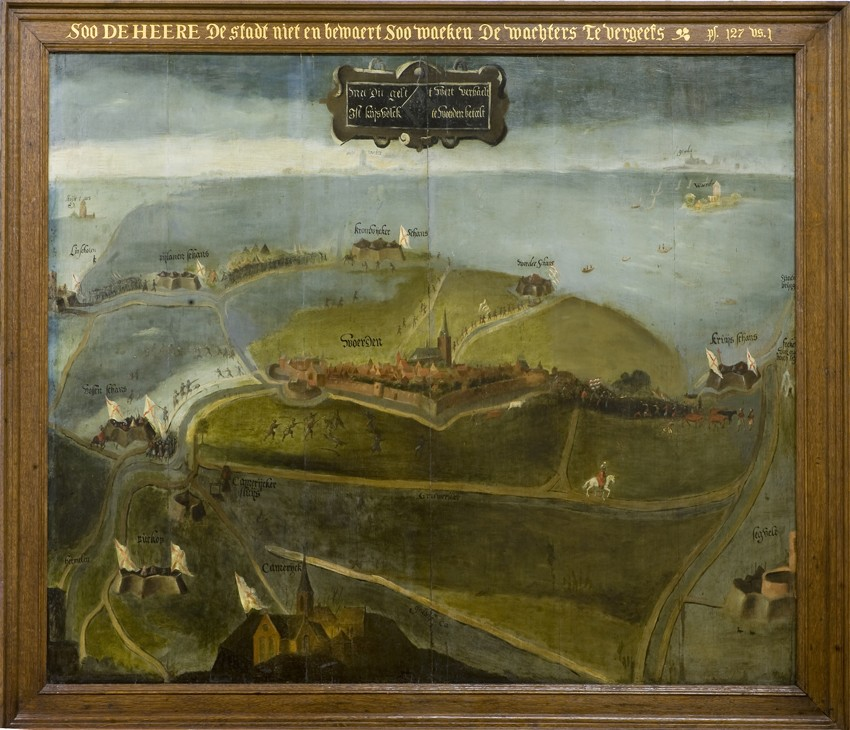
De Hollandse vesting Woerden verdedigde zich in 1575 met inundaties tegen een Spaanse belegering.

De basis van de Oude Hollandse Waterlinie werd gevormd door onder water gezet polderland langs de grenzen van Holland. Alleen de rivierdijken bleven boven water, en deze accessen konden vanuit vestingen en forten worden verdedigd met een relatief klein leger. De onder water gezette polders waren ontoegankelijk omdat de sloten onzichtbaar werden en het grasland veranderde in modder. In theorie zou het water niet hoog genoeg staan om over te kunnen varen, maar in de praktijk was dat soms wel mogelijk doordat het beheersen van de inundaties moeilijk was.
Het idee van een waterlinie was in 1672 niet nieuw. De voorganger van de Oude Hollandse Waterlinie was een concept voor een verdedigingslinie ‘Ter verdediging van het Neder-Sticht ende Hollandt’. De mogelijkheden hiervoor werden in 1589 door de provincies Holland en Utrecht onderzocht. De kern van het concept was de inzet van inundaties langs de Utrechtse Vecht of in de Grebbevallei (de latere Grebbelinie) om Holland en een deel van Utrecht te verdedigen. Vanwege het succesvolle verloop van de Tachtigjarige Oorlog werden de plannen niet verder uitgewerkt. In 1629 werden kleinschalige inundaties langs de Utrechtse Vecht ingezet tegen een mogelijke Spaanse tegenaanval tijdens het Beleg van ‘s-Hertogenbosch. Na de vrede met Spanje in 1648 werd niets meer met de plannen gedaan.

### Samenwerking met Utrecht
De eerste gesprekken die uiteindelijk leidden tot de Oude Hollandse Waterlinie vonden plaats in februari 1672. Kort daarvoor waren de Staten-Generaal het eens geworden over een gezamenlijke defensie tegen een verwachte Franse invasie: een troepenopbouw bij Maastricht, langs de Gelderse IJssel, en in de Kleefse barrière. Desondanks heerste er twijfel in de Staten van Holland over deze strategie. Samen met de Staten van Utrecht spraken ze over een alternatief. Net als in 1589 werden twee opties verkend: een waterlinie in de Grebbevallei en een waterlinie langs de Vaartsche Rijn en Vecht, aansluitend op het Horstermeer, Naardermeer en de Hollandse vesting Naarden.
Op 17 maart bleek dat de stad Utrecht niets voelde voor een verdedigingslinie in de Grebbevallei. De Utrechters vreesden dat een dergelijke linie de positie van Amersfoort politiek en economisch zou versterken. De enige optie was daarom langs de Utrechtse Vecht, maar er bleven vragen over de mogelijkheid om de stad Utrecht in verdedigbare staat te brengen. Toch werd op 22 april een overeenkomst gesloten tussen beide provincies om een waterlinie voor te bereiden. Maar op 11 mei bleken de bezwaren tegen deze linie toch te groot, en werd het werk stilgelegd. De Staten van Holland hadden hier al rekening mee gehouden, en hadden op 8 april commissies aangesteld om te onderzoeken of op Hollands grondgebied een eigen waterlinie gevormd kon worden.
De Oude Hollandse Waterlinie had volgens Hollands raadpensionaris Johan de Witt twee doelen. Het eerste was het voorkomen van een bezetting van Holland door het Franse leger (‘om noch syn eygen selve te salveren’). Het tweede was het beschermen van Holland tijdens de oorlog, waardoor vanachter de waterlinie een tegenaanval voorbereid kon worden om de overige provincies te bevrijden (‘de kracht, die naederhandt uyt Hollandt noch mogelyck tot haere verlossinge bygebracht soude connen werden’). Deze strategie werd ook na het aftreden van De Witt voortgezet.

### Ontwerp van de Hollandse Waterlinie

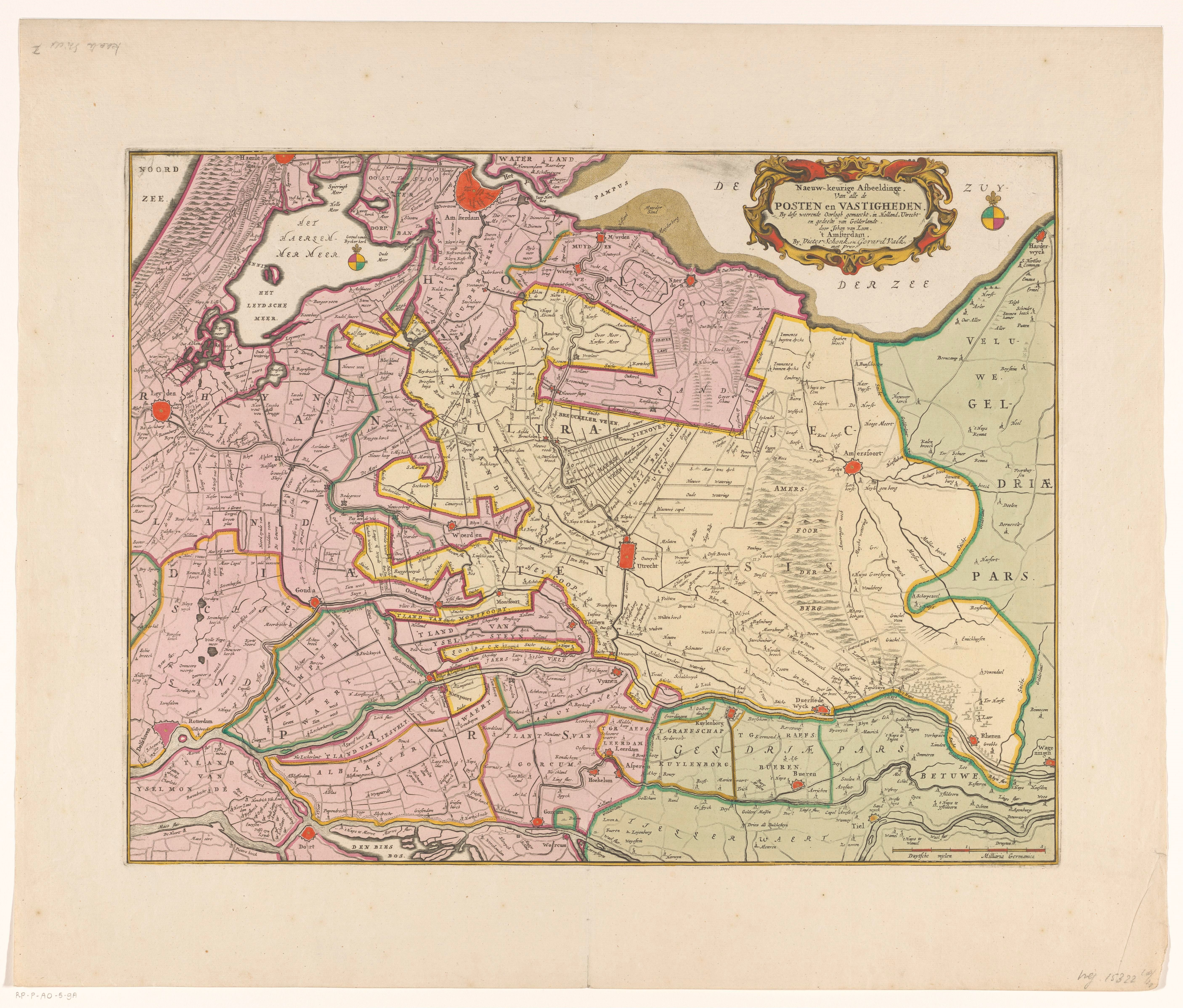
Voordat Gelderland (groen) en Utrecht (geel) door Frankrijk werden bezet probeerde Holland om de inundaties van de Oude Hollandse Waterlinie op eigen grondgebied (roze) te houden.

De Hollandse commissies die een plan maakten voor de Oude Hollandse Waterlinie bestonden voornamelijk uit burgemeesters. Zij reisden in april en mei 1672 door het grensgebied en spraken met stadsbesturen, waterschappen, en militairen. De commissies onderzochten welke polders onder water konden worden gezet, welke sluizen daarvoor moesten worden gebruikt, en waar verdedigingswerken moesten worden gebouwd om de infrastructuur van de waterlinie te verdedigen. Er werd ook gekeken waar dijken konden worden afgegraven om het onder water zetten van de polders te versnellen. Er was geen tijd om nieuwe kades en sluizen aan te leggen. De inundaties werden daardoor op veel plaatsen veel breder dan militair noodzakelijk was.
Een probleem voor de commissies was dat lokale bestuurders vaak wezen naar hun buren als beste plaats voor inundaties. Zelf hielden ze hun polders liever droog. Ook zorgde de grens met Utrecht voor complicaties, want de Hollanders hadden geen bevoegdheid om Utrechts land onder water te zetten. De Hollandse steden Oudewater en Woerden bevonden zich vlak bij de onregelmatige grenzen met Utrecht. Het was een van de redenen dat zij aanvankelijk geen deel uitmaakten van de Oude Hollandse Waterlinie. Een ander probleem was Uithoorn aan de Amstel. Dit Utrechtse dorp moest vanwege zijn ligging aan de rivier deel uitmaken van de inundaties langs de Amstel, en werd daarom door de Staten van Holland ‘beschermd’ - wat betekende dat het tijdelijk werd geannexeerd. Ten zuiden van de Lek waren minder bezwaren omdat Staats-Brabant geen politieke vertegenwoordiging had in de Staten-Generaal en omdat alleen ten oosten van Gorinchem een klein stuk Gelderland werd betrokken bij de waterlinie.
Nadat de commissies hun rapporten hadden gepresenteerd gaven de Staten op 8 juni opdracht om met de praktische voorbereidingen te beginnen. Dit stuitte vaak op verzet van lokale bewoners. Militaire steun was er niet, want het leger bevond zich nog aan de Gelderse IJssel. Pas na de Slag bij Tolhuis op 12 juni werd besloten om een deel van het leger terug te trekken naar Holland en de waterlinie.

## Hollandse Oorlog

### Het leger in Holland

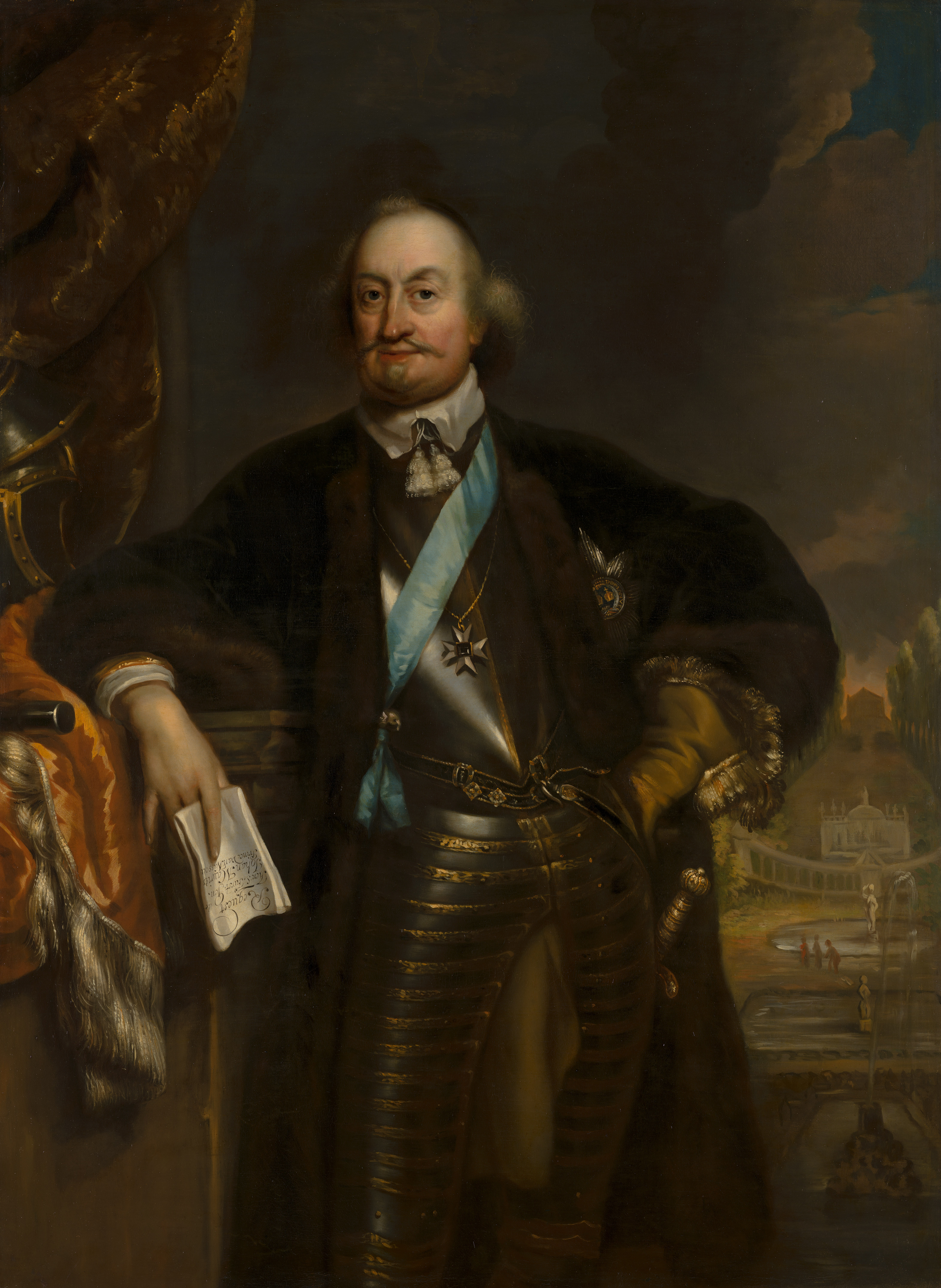
Johan Maurits voerde vanuit Muiden het bevel over het noorden van de Oude Hollandse Waterlinie.

Op 12 juni 1672 trokken de Staten-Generaal het Staatse veldleger terug naar Holland. Bij aankomst in Utrecht op 15 juni telde dit veldleger ca. 5.000 ruiters en tussen de 3.000 en 4.000 soldaten. Het ‘veldleger’ was meer een politiek dan militair gegeven: vrijwel alle Hollandse, Utrechtse en Zeelandse regimenten werden teruggetrokken, terwijl de Friese, Gelderse, Groningse en Overijsselse regimenten als garnizoen achterbleven in de vestingen aan de Gelderse IJssel; naar schatting zo’n 13.000 man.
Het veldleger zette in de ochtend van 18 juni koers naar Holland. Kapitein-generaal Willem III van Oranje vatte post bij Nieuwerbrug, ten westen van de onverdedigde vesting Woerden. Veldmaarschalk Johan-Maurits van Nassau-Siegen trok naar Muiden, en veldmaarschalk Paulus Wirtz naar Gorinchem. De twee andere belangrijke posten Hekendorp en Schoonhoven werden versterkt door respectievelijk de graaf van Horne en de markies De Louvignies, de commandant van de Spaanse hulptroepen. Zodra het leger zich meldde aan de Oude Hollandse Waterlinie kwam er vaart achter het onder water zetten van de polders. Lokaal verzet werd verjaagd en bewoners werden gedwongen om mee te werken aan het versterken van kades, het afgraven van dijken en het aanleggen van verdedigingswerken.
Het aantal soldaten aan de Oude Hollandse Waterlinie wisselende sterk. Dit kwam onder meer door de noodzaak om tijdens het ‘vaarseizoen’ de kust te verdedigen tegen een eventuele Frans-Engelse landing, al werd dit bij voorkeur gedaan door gewapende burgers. Het einde van het vaarseizoen maakte het mogelijk om mariniers aan de waterlinie in te zetten. Soms werd een gehele post aan de mariniers toevertrouwd, zoals Kasteel Langerak aan de Lek. Ook had het Staatse leger, net als andere zeventiende-eeuwse legers, verschillen tussen de papieren en werkelijke omvang van compagnieën. Volgens de officiële cijfers voor januari 1673 telde het aantal militairen in dienst van Holland op dat moment 51.000 infanteristen en 10.000 ruiters; daarbij kwamen verder de stedelijke schutterijen, huurlingen en plattelanders.

### De waterlinie in 1672

#### Tussen de Maas en Merwede
Het meest zuidelijke deel van de Oude Hollandse Waterlinie was het grensgebied met Gelderland en Staats-Brabant. Hier lagen de Hollandse vestingen Klundert, Geertruidenberg, Heusden en Fort Crèvecoeur en, aan de Merwede, Woudrichem en Fort Loevestein. Ook de vesting Willemstad behoorde tot dit gebied, al was de stad niet Hollands. Door lokaal verzet en het uitblijven van een Franse dreiging vanuit Staats-Brabant werden tussen Willemstad en Geertruidenberg uiteindelijk geen inundaties gesteld. Het gebied werd daardoor geen onderdeel van de Oude Hollandse Waterlinie.
Ten oosten van Geertruidenberg, bij de toenmalige monding van het Oude Maasje werden wél polders onder water gezet. De rivier werd daarvoor afgedamd bij de Vrouwkensvaart bij Waspik, waar een verdedigingswerk werd gebouwd. Het land in de Langstraat werd onder water gezet om de vesting Heusden te beschermen. Door het versterken van de kades in het zuiden van het Land van Altena probeerde men om dit gebied droog te houden. Maar in juli besloot veldmaarschalk Wirtz om coupures te laten maken in de Merwededijk bij Woudrichem, waarna het Land van Altena toch onder water kwam te staan. Verder naar het oosten sloten de Hollandse inundaties na enkele maanden aan op de inundaties rond de Brabantse vesting 's-Hertogenbosch.

#### Tussen de Merwede en Lek

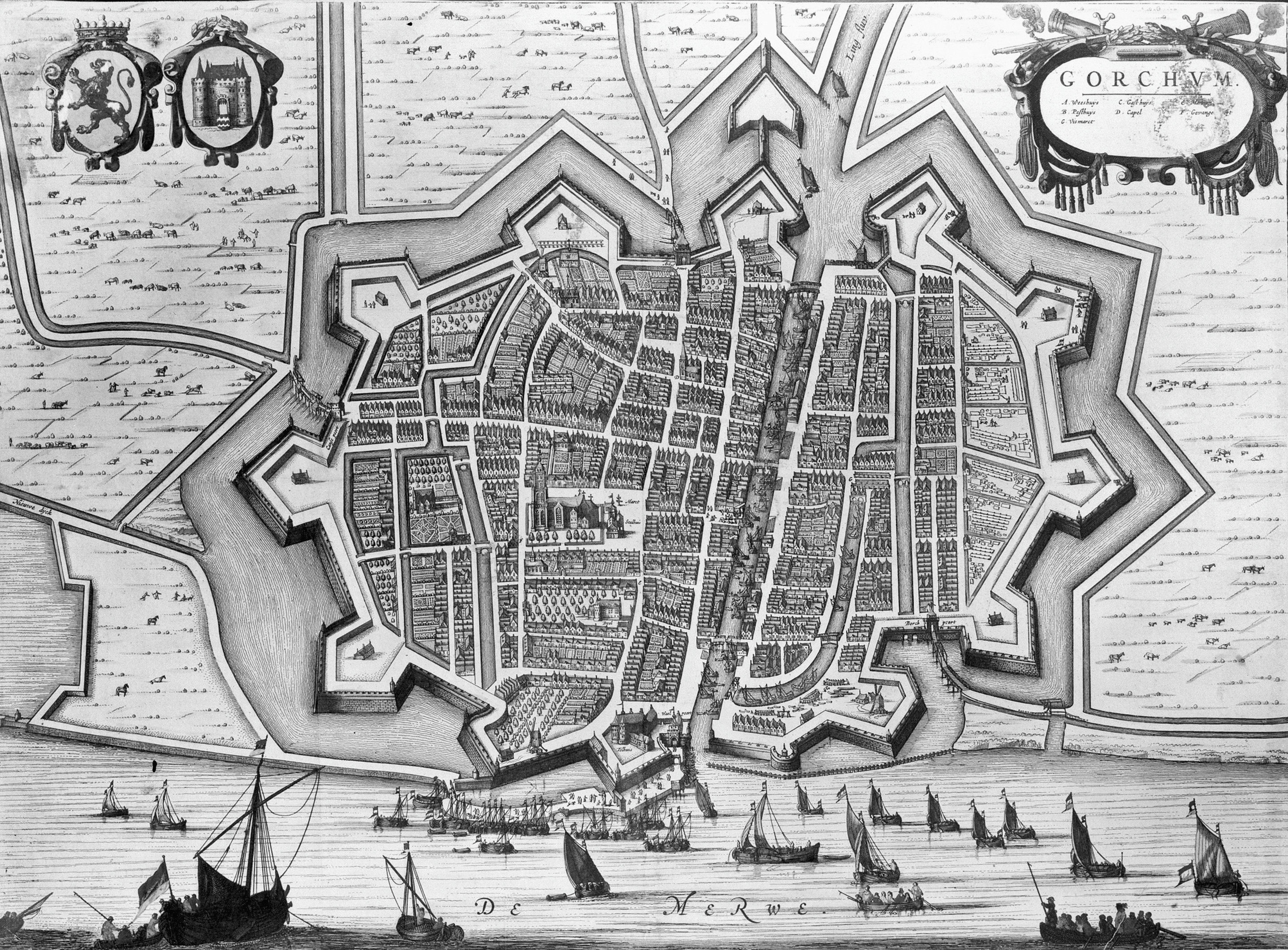
Gorinchem was in 1672 de sterkste vesting in de Oude Hollandse Waterlinie, maar in de omgeving was veel verzet tegen de inundaties.

Het gebied tussen de Merwede en de Lek telde één moderne vesting: Gorinchem. De Staten van Holland zagen af van een inundatie langs de Diefdijk, tussen de Lek en de Linge, want hiervoor moest Gelders grondgebied onder water worden gezet. In plaats daarvan werd gewerkt aan de inundatie van de Vijfheerenlanden en de westelijke Tielerwaard. Het verzet tegen de inundaties was er fel. Boeren en dorpsbewoners verjaagden de provinciale beambten en bezetten dijken en zelfs de stadspoorten van Gorinchem. Pas toen veldmaarschalk Wirtz arriveerde werd begonnen met het onder water zetten van de polders. Dit werd echter gesaboteerd en ongedaan gemaakt door de lokale bevolking. Tot frustratie van Wirtz was begin juli vrijwel al het land nog droog.
Wirtz besloot tot een andere oplossing: de inundatie van de Alblasserwaard. Maar ook hier stuitte hij op verzet en sabotage. In een brief van 12 juli beklaagde hij zich over het ‘verraad’ van de boeren in het gebied. Het verzet nam af toen prins Willem III dreigde om saboteurs te laten executeren. Een sterke westenwind zorgde er vervolgens voor dat vanuit de rivieren veel water in de polders werd gestuwd. Door deze samenloop van omstandigheden kwamen de Alblasserwaard én de Vijfheerenlanden onder water te staan. Al snel werd daarom begonnen met het droogmalen van de westelijke Alblasserwaard rond het Elshout (Kinderdijk), Streefkerk en Groot-Ammers, waardoor de lijn Nieuwpoort-Schelluinen uiteindelijk de westelijke grens van de inundaties vormde.

#### Tussen de Lek en Hollandsche IJssel

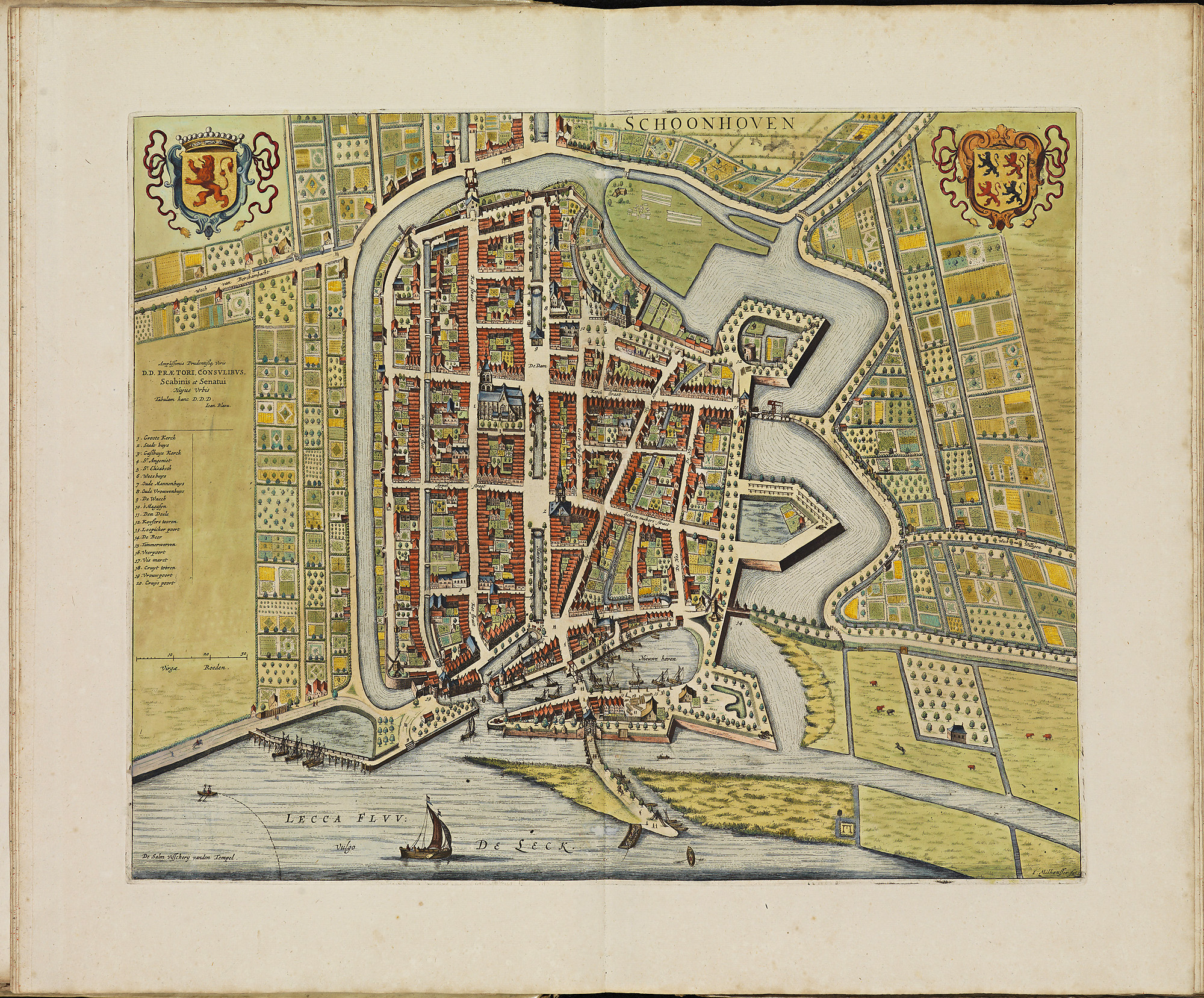
Schoonhoven had in 1672 alleen aan de oostzijde moderne vestingwerken.

De inundaties tussen de Lek en de Hollandsche IJssel waren relatief eenvoudig, omdat de vesting Schoonhoven op een waterscheiding ligt tussen de Krimpenerwaard en de Lopikerwaard (de rivier de Vlist). Door het land ten oosten van de Vlist onder water te zetten werd de vesting beschermd. Hoewel er lokaal verzet was tegen de inundaties kon al snel een coupure worden gemaakt in de Lekdijk ten oosten van Schoonhoven. De Spaanse commandant van de vesting, markies De Louvignies, schreef op 26 juni dat het water in de Lopikerwaard maar langzaam steeg. Hij vroeg de Staten van Holland daarom toestemming om ook de Krimpenerwaard aan de westkant van de vesting onder water te zetten. Hoewel hij die toestemming kreeg is dat nooit gebeurd. In plaats daarvan werd een kade aangelegd tussen de Lekdijk ten westen van Schoonhoven en de Koeneschans in de Vlist, waardoor een klein inundatieveld werd gecreëerd bij de vesting. Dit was voldoende om Schoonhoven te beschermen zonder de rest van de waard onder water te zetten. Het is een van de weinige inundatiekades die in 1672 werden aangelegd.

#### Tussen de Hollandsche IJssel en Oude Rijn
De commissies van de Staten van Holland hadden twee opties voorgesteld voor inundaties tussen de Hollandsche IJssel en de Oude Rijn. De eerste optie was ten oosten van de Gouwe, tussen Gouda en de Gouwesluis bij Alphen aan den Rijn. De tweede optie was het smalle polderland tussen de Enkele Wiericke en Dubbele Wiericke, tussen Hekendorp en Nieuwerbrug. Het stadsbestuur van Gouda verzette zich tegen de inundatie van polders rond de stad. Het stadsbestuur wilde het meewerken aan de waterlinie uitruilen tegen een groot garnizoen om de stad te verdedigen. Daarnaast had men zorgen over de reactie van de omliggende dorpen.
Toen het leger in Holland aankwam werd daarom besloten om de graaf Van Horne post te laten vatten in Hekendorp. Daar was men op 17 juni begonnen met het onder water zetten van het land tussen de Wiericken. Vanwege de korte afstand tussen de kanalen aan de kant van de Hollandsche IJssel (enkele honderden meters) werd geprobeerd om het aangrenzende Land van Stein te inunderen, maar dit stuitte op verzet van Gouda. De inundatie bij Hekendorp bleef daardoor het smalste deel van de Oude Hollandse Waterlinie. Het leger verplaatste zich enkele weken later naar Oudewater; de Fransen hadden de vesting verlaten toen zij hun troepen verzamelden voor een geplande belegering van ‘s-Hertogenbosch.
Het water uit de Hollandsche IJssel was niet alleen bedoeld voor inundaties, het was ook nodig om het waterpeil in de Rijnlandse boezem te verhogen. Dat kon worden gebruikt voor inundaties elders. Om het water in de Oude Rijn te houden werd de rivier tussen 15 en 21 juni op twee plaatsen afgedamd; bij Nieuwerbrug en ten westen van Gouwesluis.

#### Tussen de Oude Rijn en Zuiderzee

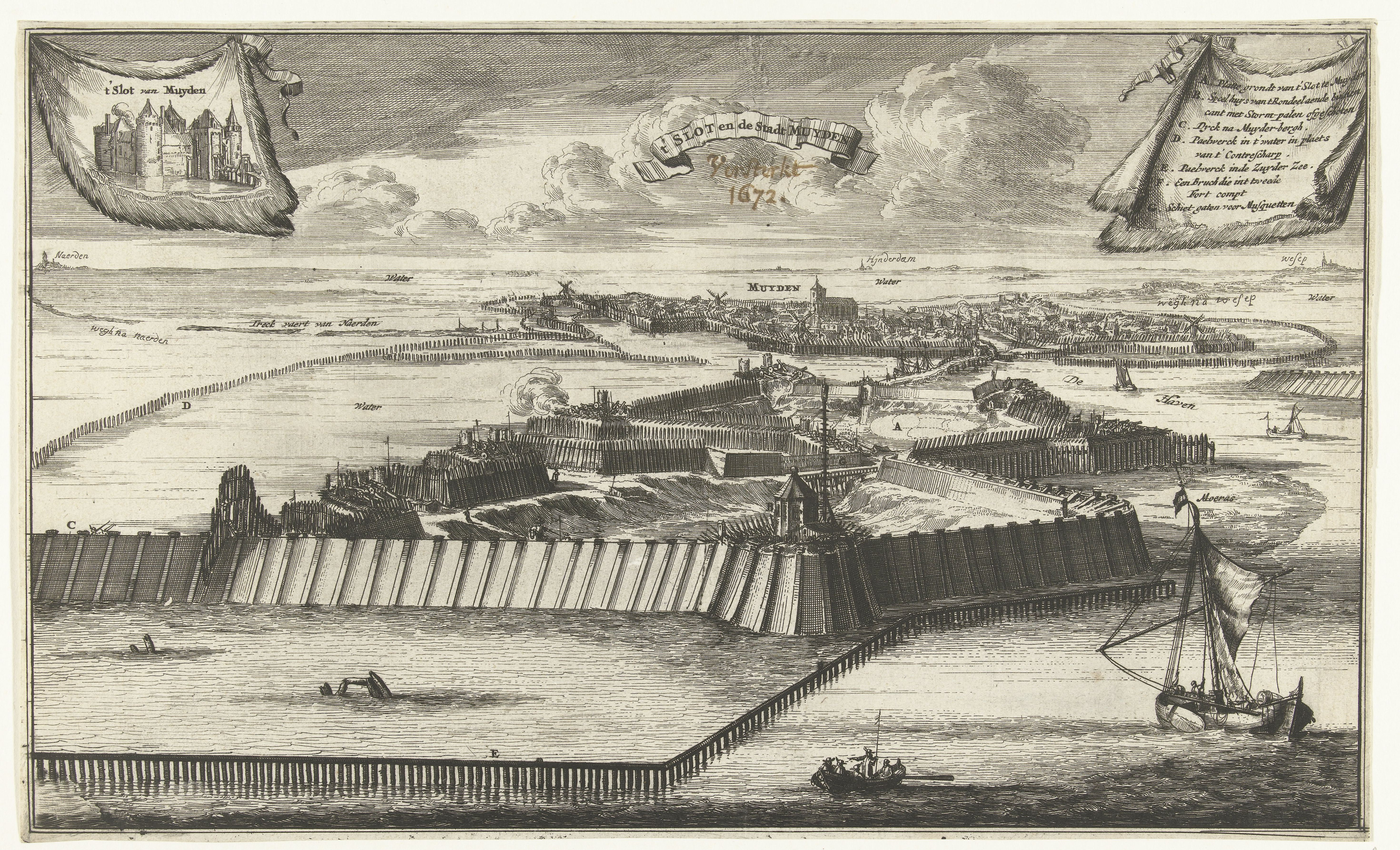
Muiden in 1673, omringd door inundaties; een zeldzame eigentijdse afbeelding van de Oude Hollandse Waterlinie.

De inundatiegebieden ten noorden van de Oude Rijn volgden de rivieren de Meije, Kromme Mijdrecht en Amstel. Ten oosten van de Amstel volgden de inundaties de grenzen van Holland, langs Hinderdam tot aan Muiden. Langs de Meije werd het land ten oosten van de rivier onder water gezet (bij Zegveld); het gebied ten westen van de rivier was al grotendeels verveend (bij Nieuwkoop en Aarlanderveen). Voor de inundatie van de polders langs de Meije werd water gebruikt uit zowel de Oude Rijn als uit Amstelland. Ten oosten van de Kromme Mijdrecht kwamen de polders rond Mijdrecht en Vinkeveen onder water te staan. Ook bij de dorpen Uithoorn, Ouderkerk aan de Amstel, Abcoude en Nigtevecht werd land onder water gezet.
In Amstelland zorgde de lage waterstand in het aangrenzende Rijnland voor problemen bij de inzet van de inundaties. Saboteurs konden eenvoudig water laten wegstromen naar Rijnland. Amsterdam zette daarom druk op de Staten van Holland en Rijnland om snel het waterpeil te verhogen. Dat gebeurde niet op tijd, waardoor Amsterdam genoodzaakt was om water in te laten vanuit de Zuiderzee, onder meer via de Ipenslotersluis. Ten oosten van Muiden werd een opening gemaakt in de zeedijk om het land tussen Muiden en Naarden onder water te zetten. Naarden was op dat moment al bezet door de Fransen. Om te voorkomen dat het water door de Vecht zou wegstromen naar zee werd de rivier bij Muiden afgedamd. In 1673 werd de dam vervangen door de Groote Zeesluis, midden in de vesting. De sluis in het Utrechtse Hinderdam, die voorheen de laatste sluis in de Vecht was voordat deze in de Zuiderzee stroomde, werd afgebroken. Voortaan bepaalde Holland het waterpeil op de Vecht.

### Aanpassingen van de linie

#### Franse inundatie bij Vreeswijk
Op 1 oktober hebben de Fransen de Lekdijk ten westen van Vreeswijk afgegraven. Ze lijken geprobeerd te hebben een grote overstroming te veroorzaken in Holland, en om te voorkomen dat het water zou wegstromen in de Lopikerwaard werd de Lopikervaart afgedamd. Het water uit de Lek zette in de maanden daarna land onder water tussen de Hollandsche IJssel, de Vaartsche Rijn en de Leidsche/Oude Rijn. De Fransen hadden hier zelf het meeste nadeel van, want het werd voor hen lastig om de bezette steden IJsselstein, Montfoort en Woerden te bereiken. Ook langs de Vaartsche Rijn, bij Jutphaas en in Utrecht zelf was er wateroverlast.
In Holland werd op 9 oktober opdracht gegeven om de kade langs de Enkele Wiericke te versterken. Hiermee probeerde men te voorkomen dat de overstroming inderdaad Holland zou bereiken. Dit had enkele weken effect, maar ca. 18 januari 1673 brak de Wierickerdijk door en stroomde het water westwaarts naar de Gouwe. Na twee maanden werd de Wierickerdijk hersteld. Franse pogingen om het gat in de Lekdijk te dichten werden tegengewerkt door het Spaanse garnizoen van Schoonhoven. Dit was lange tijd niet bekend in de Staten van Holland. Na onderzoek in augustus 1673 kreeg de commandant van Schoonhoven, de markies Westerloo, opdracht om hiermee te stoppen zodat de dijk kon worden gerepareerd.

#### Bevroren inundaties
In de winter van 1672/1673 is op verschillende manieren geprobeerd het bevriezen van de waterlinie te voorkomen. Op rivieren en kanalen werd gevaren met ijsbrekers en in polders werden bewoners opgeroepen om het ijs te breken. Door het in- en uitlaten van water in de polders werd ook geprobeerd om het water in beweging te houden om bevriezing te voorkomen. Veel resultaat hadden deze pogingen echter niet. De opkomst van bewoners was erg laag, en het ontbrak de waterschappen aan middelen om de bewoners te dwingen.
Een zachte winter hielp de Hollanders. Hoewel het in december vroor hield de vorst niet aan en bleef het ijs zwak. Een Franse poging om de waterlinie over te steken mislukte daardoor grotendeels. Minder dan de helft van de uit Woerden vertrokken Fransen bereikte de kades van de Meije, de rest keerde terug. Het Franse plan om Den Haag te bereiken bleek onhaalbaar, waarna de dorpen Zwammerdam en Bodegraven werden geplunderd. Een Nederlandse tegenaanval mislukte ook, want de Fransen ontdekten dat de Nederlandse posten bij Nieuwerbrug waren verlaten en trokken zich langs de Oude Rijn terug naar Woerden en Utrecht. De commandant van de posten bij Nieuwerbrug, Moïse ‘Pain et Vin’, werd op aandringen van stadhouder Willem III geëxecuteerd.

#### Verovering van Nieuwersluis

De versterking van Nieuwersluis (midden boven) was belangrijk voor het aanpassen van de waterlinie.

In overleg met Amsterdam bereidde stadhouder Willem III in mei 1673 een aanval voor op Nieuwersluis. Het strategische belang van Nieuwersluis was gegroeid omdat een inundatie was ontstaan vanaf de vesting Muiden langs de Vecht tot voorbij Nieuwersluis. Deze inundatie maakte de grote inundaties rond Amsterdam en de Amstel overbodig, maar moest wel eerst worden verbonden met de bestaande inundaties. Dat kon bij Nieuwersluis, want ten westen van het dorp lagen enkele lange kades waarlangs een verbinding gemaakt kon worden met de inundaties langs de Meije. Nieuwersluis werd op 13 mei zonder veel Franse tegenstand veroverd, en werd direct versterkt met nieuwe verdedigingswerken. Om de kades ten westen van Nieuwersluis te verdedigen werden nieuwe posten gebouwd in Demmerik, Wilnis en aan de Joostendam (bij Kockengen).

#### Franse sabotage bij Muiderberg
De Franse bezettingsmacht in Utrecht kreeg op 1 mei 1673 een nieuwe commandant; Lodewijk II van Bourbon-Condé. Hij maakte een plan om de Oude Hollandse Waterlinie te saboteren. Een Franse legermacht trok naar Muiderberg en dwong lokale mannen om verdedigingswerken en een sluis te bouwen. Via deze nieuwe sluis probeerde Condé de Oude Hollandse Waterlinie te laten leeglopen in de Zuiderzee. Hij zag echter dat het waterpeil van de inundaties ondanks het lozen van water nauwelijks daalde. Hij vermoedde dat regenval en een Hollandse manier om het water aan te vullen de oorzaak waren. Dat was correct: vanuit de Vecht werden de inundaties aangevuld, onder meer via de sluis bij Fort bij Uitermeer. Na enkele weken gaven de Fransen hun poging op.

### Ontmanteling

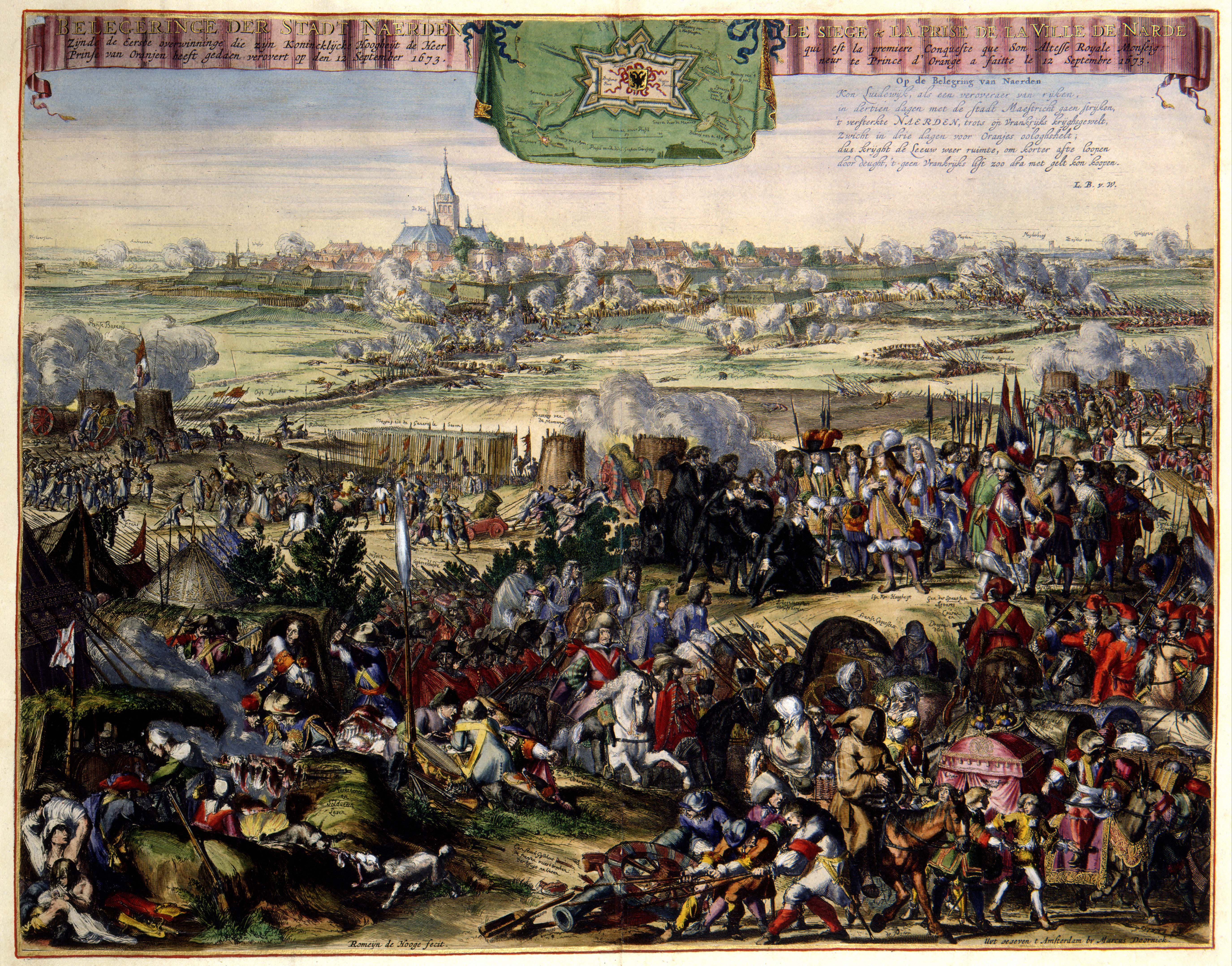
De bevrijding van Naarden in 1673.

Na een aantal nederlagen in de oorlog, waaronder het beleg van Naarden, vertrokken de Fransen op 23 november 1673 uit Utrecht en Gelderland. Op 14 december besloten de Staten van Holland om de waterlinie droog te laten malen. Het waterpeil in de sloten en weteringen werd hoog gehouden, zodat snel nieuwe inundaties konden worden ingezet als de Fransen terugkwamen.
Het droogmalen van de Oude Hollandse Waterlinie was een uitdaging voor de waterschappen omdat de waterbouwkundige infrastructuur op veel plaatsen was beschadigd. Soms door oorlogshandelingen, soms door achterstallig onderhoud, en ook door het effect van de maandenlange overstromingen. Hierdoor was het land doorweekt, waren dijken afgekalfd en kades weggespoeld. Ook had het leger veel kleine kades afgegraven om mogelijke toegangswegen door de inundaties onbruikbaar te maken. Het tempo van het droogmalen verschilde per regio. In de Vijfheerenlanden en de Tielerwaard was het pas in 1675 weer droog genoeg om de weilanden te gebruiken.

## Achttiende eeuw

### Nieuwe plannen

Ontwerp van de Oude Hollandse Waterlinie uit 1731. In blauw de nieuwe hoofdlinie, in groen de linie zoals in 1673 als reservelinie.

In de achttiende eeuw werden nieuwe plannen gemaakt voor een inzet van de Oude Hollandse Waterlinie. Deze verschilden op vier punten van de waterlinie die in juni 1672 tot stand kwam.
1. De verdedigingslijn van Muiden naar Nieuwersluis die in mei 1673 was gevormd werd aangehouden, en er zouden geen inundaties meer komen langs de Amstel.
2. Vanuit Nieuwersluis zou de linie niet meer naar de Meije gaan, maar naar Woerden, en verder via Linschoten en Oudewater naar de Lek ten oosten van Schoonhoven.
3. Het plan om de inundaties ten zuiden van de Lek voortaan in te zetten langs de Diefdijk en via de Linge naar Gorinchem zou later worden ingevoerd dan de andere aanpassingen. Het bleef tot ca. 1780 het uitgangspunt om de inundaties in te zetten langs de waterscheiding tussen de Alblasserwaard en de Vijfheerenlanden.
4. De inundaties ten zuiden van de Merwede werden beperkt tot een strook bij Woudrichem.

De eerste drie aanpassingen tonen de toegenomen invloed van Holland: de nieuwe inundatiegebieden lagen grotendeels in Utrecht en Gelderland. Door de vierde aanpassing werd juist een deel van Holland niet langer opgenomen in de linie. De Hollandse vestingen ten zuiden van Woudrichem waren vanaf 1701 onderdeel van een nieuwe ‘nationale’ verdedigingslinie; de Zuiderfrontier. Het beheer van de frontieren was een taak van de Raad van State, niet van Holland.

### Woerden en Oudewater
De Hollandse vestingen Oudewater en Woerden werden in de achttiende eeuw voorzien van nieuwe vestingwerken. In 1702 werd een nieuwe enveloppe rond de bestaande vestingwerken van Woerden gelegd en in 1748 werden twee voorposten gebouwd ten oosten van de stad langs de Oude Rijn: Fort Kruipin en Fort Oranje (later Fort de Vrijheid). Hier bereikte de nieuwe verdedigingslinie van de Oude Hollandse Waterlinie vanuit Nieuwersluis de Oude Rijn. In Oudewater werden aan de zuidkant van de stad vanaf 1740 nieuwe verdedigingswerken gebouwd. In de plannen waren verder nieuwe forten voorzien in Polsbroekerdam en aan de Lekdijk maar beiden werden niet gerealiseerd.

### Proefinundatie bij Naarden

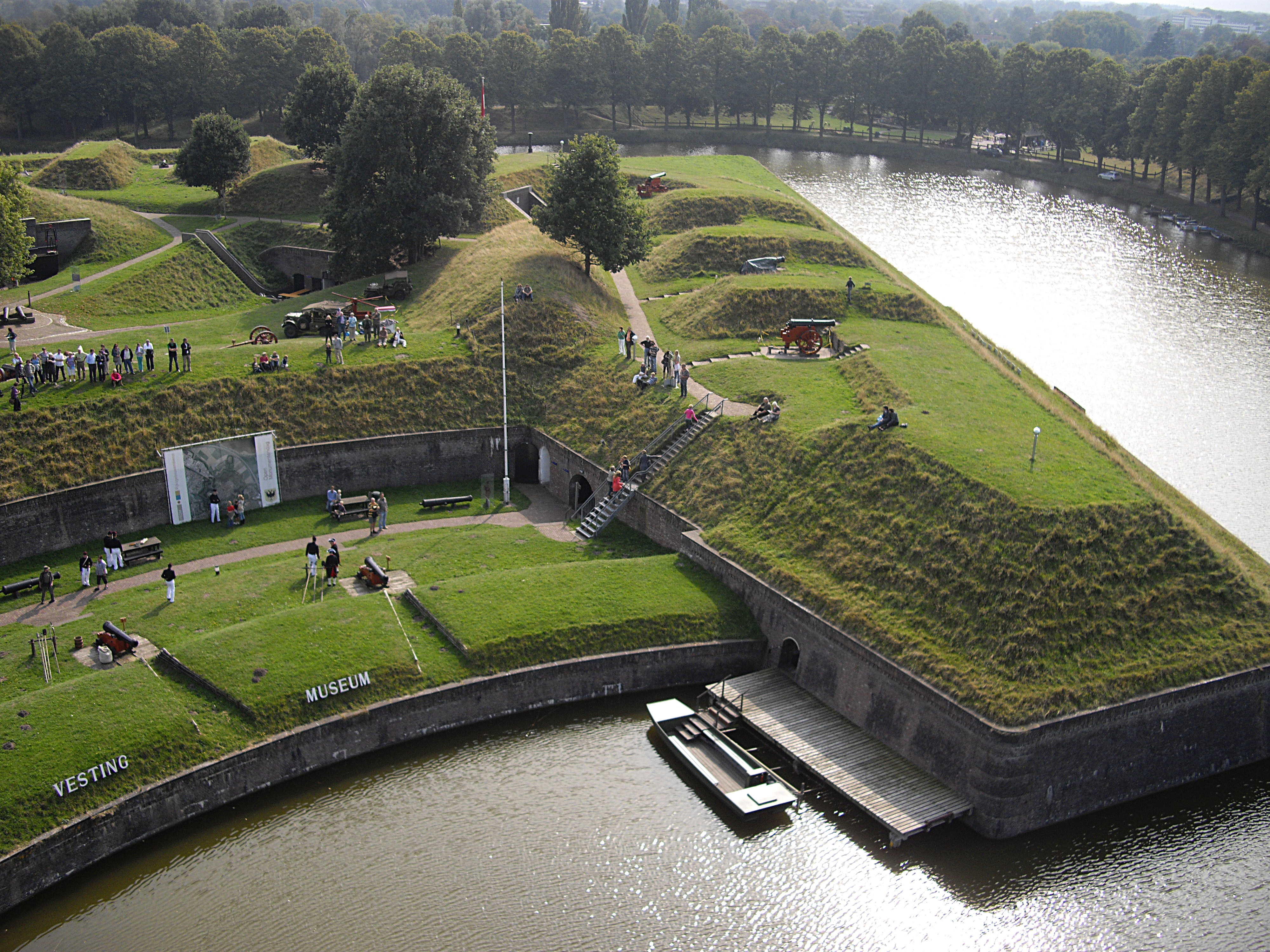
Kazematten in Naarden kwamen tijdens de proefinundatie onder water te staan.

Tijdens de Oostenrijkse Successieoorlog vond in 1746 een zeldzame ‘proefinundatie’ van de Oude Hollandse Waterlinie plaats bij Naarden. De vesting was tussen 1673-1685 volledig herzien, maar het bleef een probleem dat het land rond de vesting boven zeeniveau lag. Er is geprobeerd de afgraving van het gebied te stimuleren, maar dit had slechts beperkt effect. Dit bleek tijdens de proef. De aanvoer van water, en het beheersen van het waterpeil rond de vesting was complex. De kazematten in de bastions van Naarden kwamen onder water te staan, en de bedekte weg van de enveloppe liep onder. Na enkele dagen werd de proef gestaakt.

### Patriotten
Tijdens het conflict tussen de Patriotten en de naar Nijmegen uitgeweken erfstadhouder Willem V werd in 1787 geprobeerd om delen van de Oude Hollandse Waterlinie in gebruik te nemen. De pogingen mislukten echter. Daar droegen lokaal verzet, slechte organisatie en de vlucht van vooraanstaande Patriotten naar Amsterdam (en Frankrijk) aan bij.
De Patriotten slaagden er wel in om bij Amsterdam inundaties in te zetten. Enkele posten van de Oude Hollandse Waterlinie speelden daarin een rol, zoals de vesting Weesp en een herbouwde post bij Ouderkerk aan de Amstel. Deze linie hield enkele dagen stand. Maar een Pruisische oversteek van het Haarlemmermeer stelde hen in staat om posten van beide kanten aan te vallen, waarna de Patriotten zich overgaven.

## Eerste Coalitieoorlog

### De waterlinie in 1794

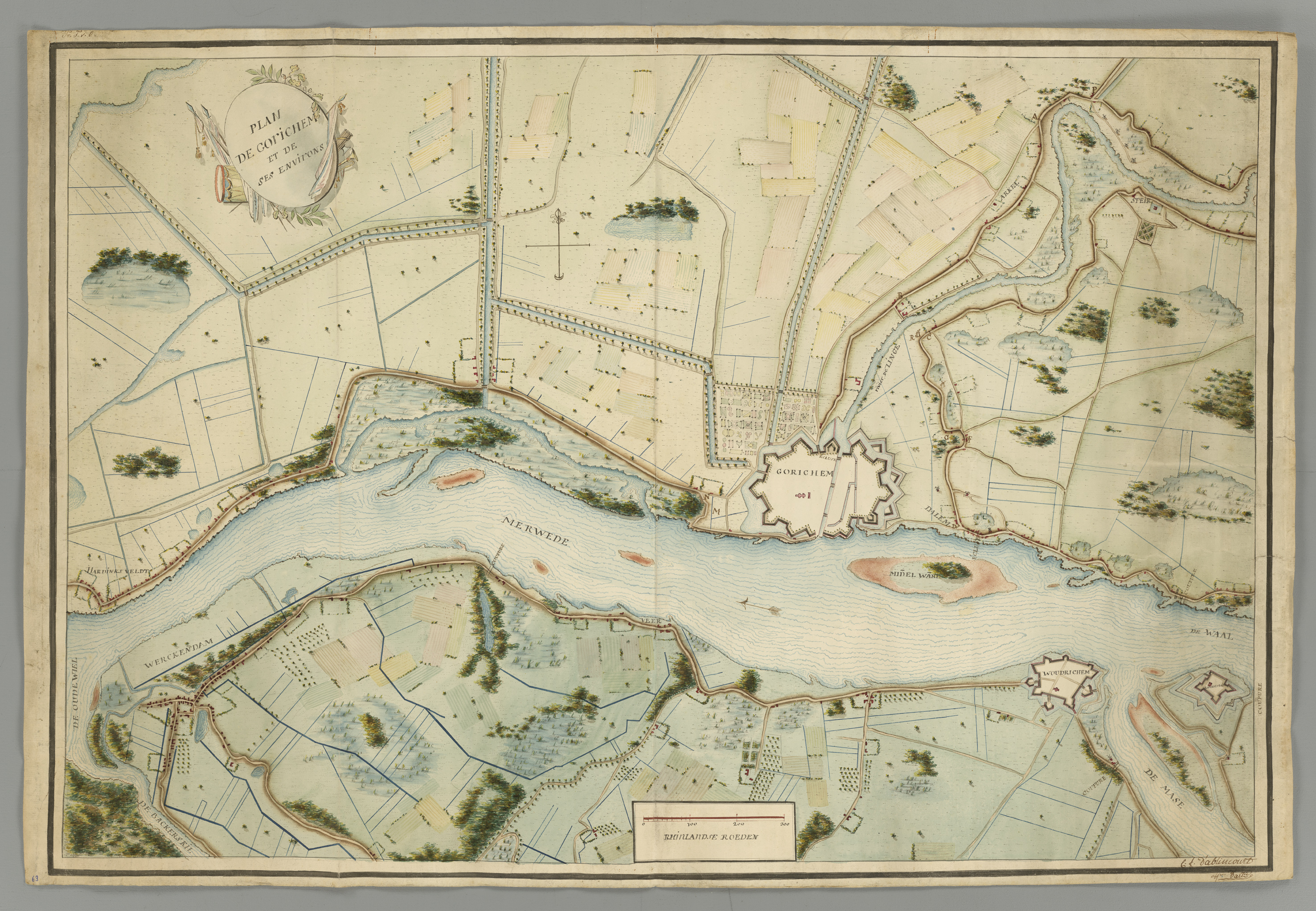
De vesting Gorinchem was in 1794 het centrum van de Oude Hollandse Waterlinie.

Als onderdeel van de Eerste Coalitieoorlog (1792-1797) vond de Franse veldtocht in de Nederlanden plaats. Frankrijk verklaarde in februari 1793 de oorlog aan Groot-Brittannië en erfstadhouder Willem V. Om een Franse invasie van Utrecht en Holland te voorkomen werd in oktober 1794 het zuidelijke deel van de Oude Hollandse Waterlinie ingezet. Zoals in de voorgaande decennia was gepland werden de inundaties gesteld langs de Diefdijk, in de Tielerwaard, in het Munnikenland bij Fort Loevestein, en in het noordelijk deel van het Land van Altena. De Oude Hollandse Waterlinie vormde zo een verbinding tussen de Zuiderfrontier en de nieuwe Grebbelinie.
Bij de inzet van de Oude Hollandse Waterlinie in 1794 werd voornamelijk gebruik gemaakt van coupures in dijken om water in de polders te laten stromen. Het werk aan de inundaties verliep voorspoedig. Om de inundatievelden en coupures te verdedigen werden versterkingen gebouwd bij het Spoel aan de Lekdijk, bij de Horndijk nabij Leerdam, ten oosten van Asperen aan de Linge, bij Dalem aan de Waal, aan de Maasdijk ten zuiden van Woudrichem en nabij Werkendam. Behalve de post bij Werkendam waren deze goed bewapend, en telden ze tussen de zes en tien kanonnen.

#### Tussen de Lek en Merwede
Om het land tussen de Lek en de Linge onder water te zetten werd ten oosten van de Diefdijk, bij het Spoel, een coupure gemaakt in de Lekdijk. Vanwege de hoogteverschillen in het land dat onder water werd gezet moest veel water worden ingelaten. Hierdoor stond het water op de lager gelegen plaatsen ruim 3 meter hoog. In de Meerdijk, ten oosten van Leerdam, werd een coupure gemaakt om het Lekwater vanuit de noordelijke polders in de Linge te brengen. Om het water in de Linge te houden werd de rivier bij Gorinchem met schotbalken afgedamd, waardoor het waterpeil ruim twee meter steeg. De Tielerwaard werd onder water gezet met water uit de Waal en Linge. Hiervoor werd ten oosten van Asperen een coupure gemaakt om het water uit de Linge in te laten, en vanuit de Waal stroomde het water door de opengezette sluis bij Dalem en een coupure tegenover Fort Loevestein. In de Tielerwaard stond het water ruim 2,5 meter hoog.

#### Tussen de Merwede en Maas
De inundaties in het Land van Altena werden gevormd met water uit de Merwede en de Afgedamde Maas. Bij het toenmalige Sleeuwijk (tegenwoordig Kerkeinde) werd een coupure gemaakt in de dijk. Ook werden twee coupures gemaakt in de Maasdijk tussen Woudrichem en Rijswijk. Net als ten noorden van de Merwede was het waterpeil van deze inundaties hoog. Bij Almkerk werd gemeten dat het water ruim 3 meter hoog stond.

#### Bevroren inundaties

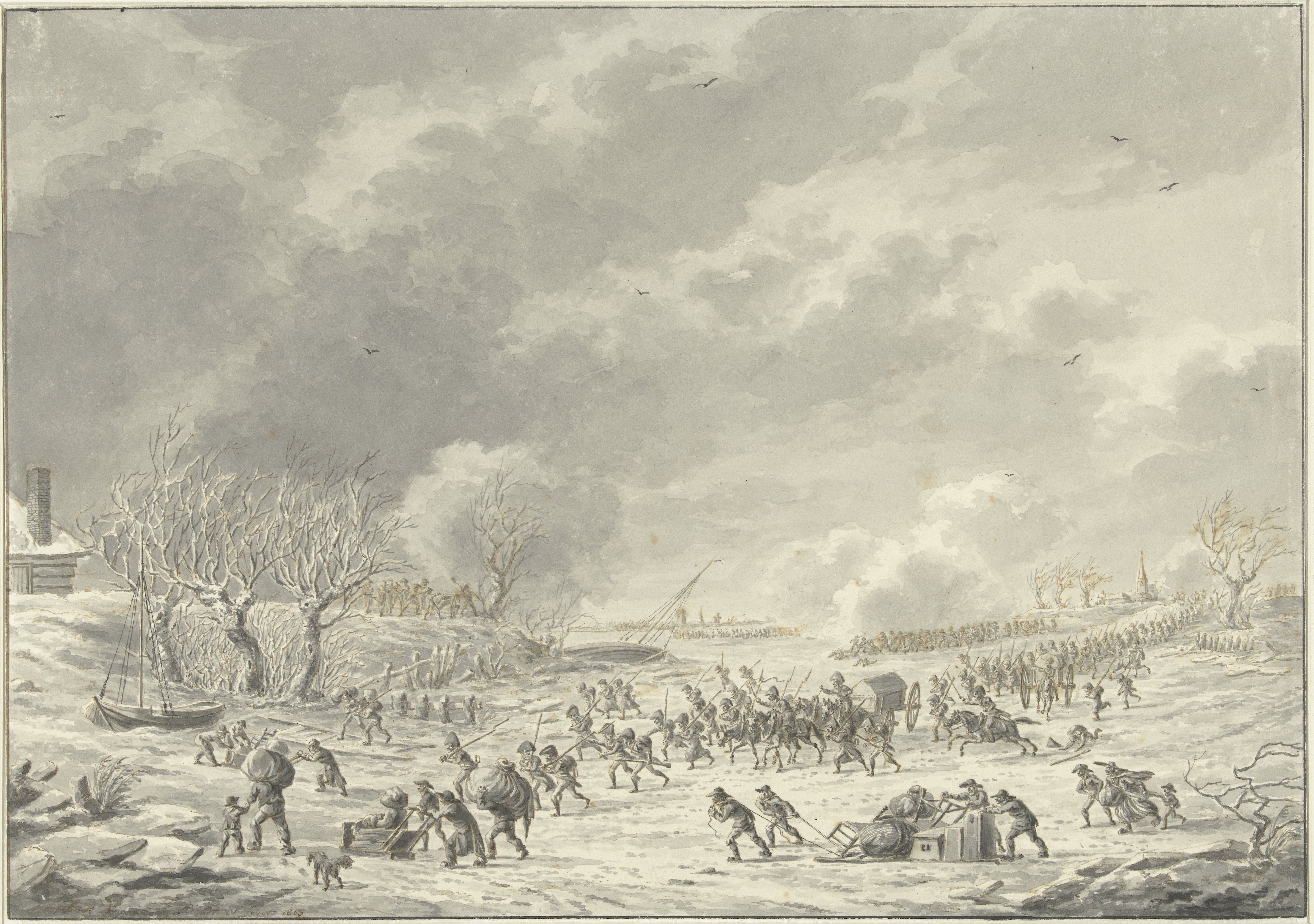
De Fransen trekken over de Waal bij Zaltbommel.

Het zuidelijk deel van de Oude Hollandse Waterlinie was vanaf oktober 1794 succesvol ingezet. De inundaties strekten zich uit van de Lek tot de Biesbosch. De bemanning van de vestingen en forten was echter gebrekkig, en de Britse hulptroepen konden niet naar Holland worden teruggetrokken. Volgens erfstadhouder Willem V zouden de Hollanders liever de Fransen dan de Britten verwelkomen. De Oude Hollandse Waterlinie moest dus worden bemand met Nederlandse soldaten, en daarvan waren er niet genoeg. Willem V weigerde bovendien om garnizoenen uit andere delen van de republiek naar het front te verplaatsen uit vrees dat het vertrek van de militairen zou leiden tot een hernieuwde binnenlandse opstand tegen zijn regering.
Het weer vormde een tweede probleem. Halverwege december ging het vriezen en binnen een week waren de Lek en Waal op meerdere plaatsen dichtgevroren. Ook de inundaties van de Oude Hollandse Waterlinie vroren dicht. Er vonden in januari 1795 schermutselingen plaats bij Fort Loevestein en Werkendam, maar de Franse hoofdmacht negeerde de waterlinie en trok over de bevroren rivieren naar Utrecht. Het Bataafs Legioen haastte zich via Maarssen en Nieuwersluis naar Amsterdam om de stad ‘vrij’ te verklaren; de Bataafse Revolutie.

## De Franse Tijd

### Bataafse Republiek

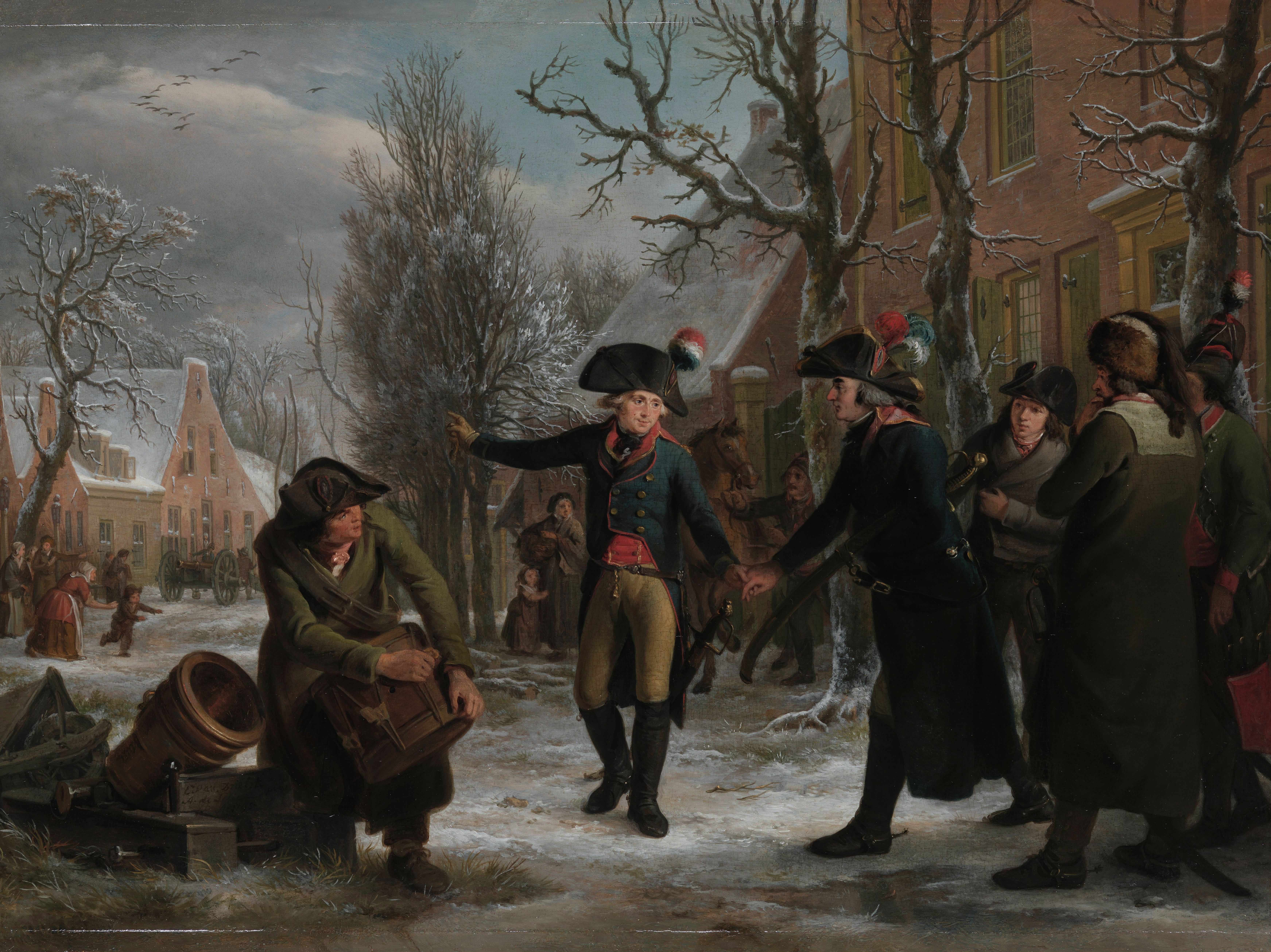
Cornelis Krayenhoff in 1795 in Maarssen.

Het duurde tot 1798 voordat de Bataafse Republiek het grondgebied van de provinciën verdeelde over nieuwe Departementen, maar ook voor die tijd was de macht van de ‘oude’ provincies in de nieuwe republiek al beperkt. Het werd hierdoor eenvoudiger om buiten de Hollandse grenzen verdedigingswerken te bouwen en inundaties voor te bereiden. In de buurt van Breukelen, Nieuwer Ter Aa, Oudewater en Linschoten werden vanaf 1795 nieuwe verdedigingswerken gebouwd.
De ‘directeur der Hollandse Fortificatiën’ Cornelis Krayenhoff schreef in 1796 een ‘Memorie betreffende de eerste of capitale Waterlinie dezer Provintie’ waarin hij oude plannen over het betrekken van de stad Utrecht bij de linie nader uitwerkte en moderniseerde. Maar net als bij eerdere pogingen om een gezamenlijke Utrechtse en Hollandse waterlinie te maken werd ook met de plannen van Krayenhoff niets gedaan. Verdere uitbreidingen van de waterlinie waren beperkt: in 1799 werden bij Muiden en Weesp nieuwe batterijen aangelegd, en in 1803 werden de kades door de Loosdrechtse Plassen versterkt. In deze jaren was Krayenhoff onder meer betrokken bij de voorbereidingen van de Posten van Krayenhoff; een aparte waterlinie rond Amsterdam.

### Koninkrijk en keizerrijk
In 1806 stelde koning Lodewijk Napoleon voor om diverse vestingen buiten de belangrijkste linies te ontmantelen en om de grond rond de steden te verkopen. In de Oude Hollandse Waterlinie stonden Woerden en Gorinchem op de lijst, maar het plan werd niet uitgevoerd. De koning gaf in 1809 wel opdracht om de kosten van het onderhoud aan vrijwel alle vestingen in de Oude Hollandse Waterlinie te beperken (alleen Muiden, Weesp en Naarden werden niet genoemd). Dit leidde ertoe dat veel onderhoudswerk niet meer werd uitgevoerd.
Keizer Napoleon bezocht in 1812 met Krayenhoff de vestingen Muiden en Naarden. Beiden waren van mening dat een verdedigingslinie langs de Gelderse IJssel in theorie een betere verbinding tussen de Rijn en Zuiderzee was dan de Oude Hollandse Waterlinie. Desondanks is er van de besproken werkzaamheden aan de Gelderse IJssel vrijwel niets terechtgekomen.
De Oude Hollandse Waterlinie speelde geen rol in de Zesde Coalitieoorlog die in 1814 een einde maakte aan de Franse Tijd in Nederland. Gorinchem en Naarden werden wel door de Coalitie belegerd, maar als individuele vestingen en niet als onderdeel van de Oude Hollandse Waterlinie.

## Nieuwe Hollandse Waterlinie

### Reservelinie

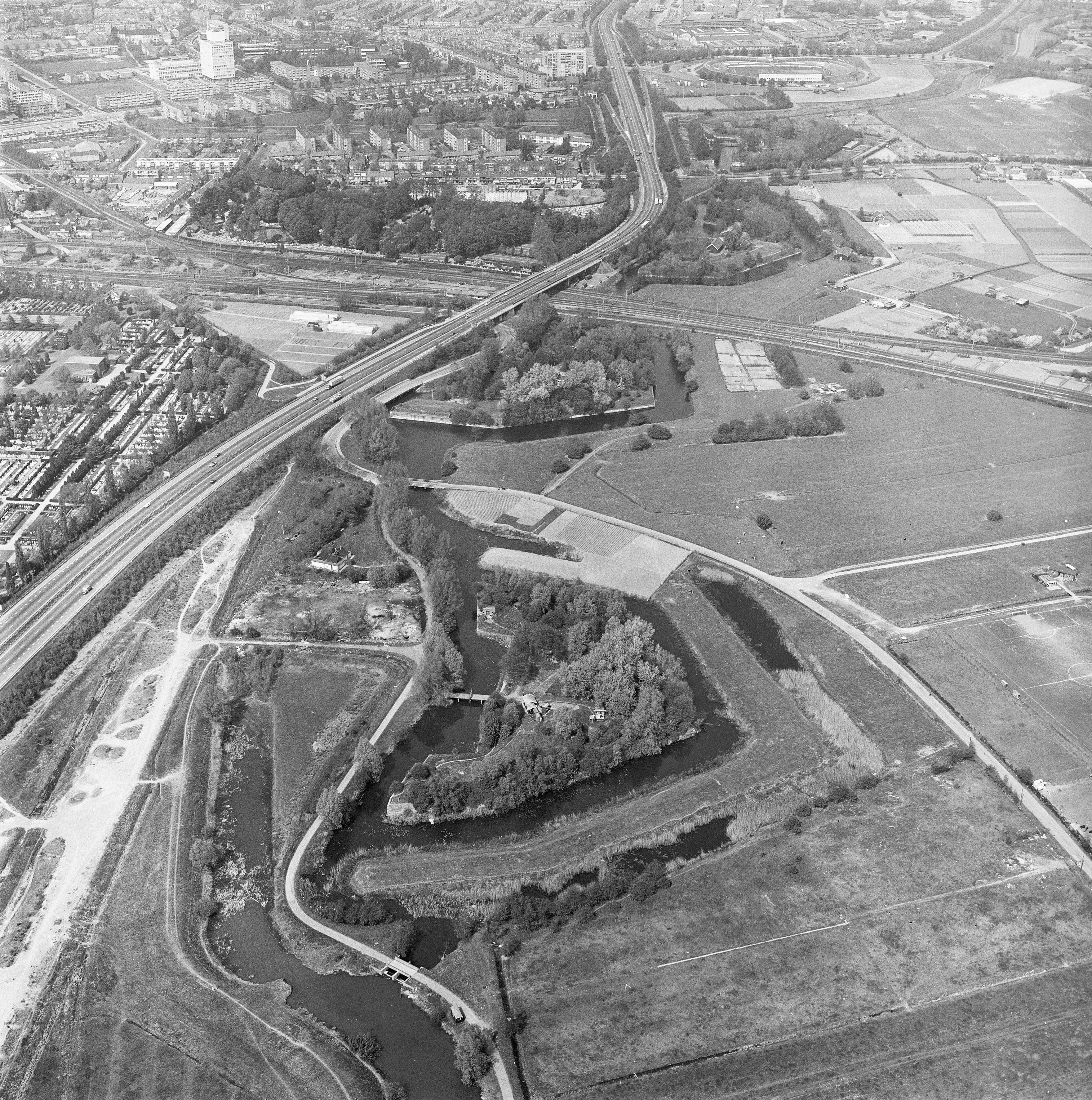
De lunetten buiten Utrecht in 1977.

In 1815 gaf koning Willem I opdracht om Utrecht te betrekken bij de Oude Hollandse Waterlinie. Dit nieuwe onderdeel van de waterlinie bestond uit inundaties ten oosten van de Vecht en de Vaartsche Rijn tussen Nieuwersluis en de Lek en werd de Utrechtse Linie genoemd. De eerdere verdedigingslinie, die vanaf Nieuwersluis langs Woerden en Oudewater naar de Lek liep, werd aangehouden als reservelinie. De financiële middelen waren echter beperkt. Er werd prioriteit gegeven aan een andere linie van het nieuwe koninkrijk; de Wellingtonbarrière aan de grens met Frankrijk.

### Einde van de linie
Vanaf 1815 werden bij Utrecht versterkingen aangelegd en werden voorbereidingen getroffen om inundaties te stellen langs de Vecht en Vaartsche Rijn. Toen de eerste werkzaamheden waren voltooid werd besloten dat de Utrechtse Linie geen reservelinie meer nodig had. De vestingen Woerden, Oudewater, Schoonhoven en Nieuwpoort werden daarom opgeheven, en de steden kregen toestemming om de vestingwerken af te breken en grachten te dempen. De noordelijke Oude Hollandse Waterlinie (tussen Muiden en Nieuwersluis), de Utrechtse Linie, en de zuidelijke Oude Hollandse Waterlinie (tussen de Lek en Woudrichem) werden voortaan samen de Nieuwe Hollandse Waterlinie genoemd.
Verdere ontwikkeling van de Nieuwe Hollandse Waterlinie begon pas na de Nederlandse erkenning van de Belgische onafhankelijkheid in 1839. Tijdens meerdere bouwfases werden veel oude forten ingrijpend veranderd. Van de forten van de Oude Hollandse Waterlinie bleef alleen Fort Wierickerschans in (vrijwel) oorspronkelijk vorm behouden.

## Overzicht
Een overzicht van vestingen, forten, andere militaire locaties in de Oude Hollandse Waterlinie, gesorteerd van noord naar zuid. Naast deze locaties telde de linie met name in 1672 en 1673 diverse kleine posten.

### Vestingen
- Naarden (vanaf 1674)
- Muiden
- Weesp (vanaf 1673 als vesting)
- Woerden (vanaf 1702)
- Oudewater (vanaf juli 1672)
- Schoonhoven
- Nieuwpoort (vanaf 1673 als vesting)
- Gorinchem
- Woudrichem
- Heusden (tot 1701)

### Forten en schansen
- Amsterdamse posten
  - Post bij de Ipenslotersluis (ook: Jaap Hannes)
  - Post aan het Nieuwe Diep
  - Post bij de Omval
  - Post aan de Amsteldijk
  - Post aan de Overtoom (ook: De Plaets Royael)
- Batterij op de Westoever (later: Westbatterij)
- Schans Ronduit (later: Fort Ronduit)
- Post Karnemelksloot (later: Werken aan de Karnemelksloot)
- Post Geinbrug
- Fort bij Uitermeer
- Post Ouderkerk aan de Amstel
- Post Voetangel
- Post Uithoorn
- Fort bij Hinderdam
- Post Abcoude (Slot Abcoude)
- Post De Waakzaamheid
- Linie van Ter Aa
- Post Joostendam
- Post Groene Jonker
- Post Wilnis
- Post Demmerik
- Post Woerdense Verlaat
- Fort Gouwesluis
- Fort Wierickerschans
- Post Nieuwerbrug
- Fort Kruipin en Fort Oranje (ook: Fort de Vrijheid)
- Linie van Linschoten
- Linie van de Pleit
- Post Goejanverwellesluis
- Post Koeneschans
- Post Willige Langerak
- Post Langerak (Kasteel Langerak)
- Post Sluis
- Post Spoel (later: Werk aan het Spoel)
- Post Horn
- Posten Castor en Pollux (later: Fort bij Asperen)
- Post Hercules
- Post Dalem
- Fort Loevestein
- Post Nederhemert (Kasteel Nederhemert)
- Post Doeveren
- Fort Crèvecoeur

### Luchtfoto's
Onderstaande luchtfoto’s tonen de vestingsteden en enkele forten in de Oude Hollandse Waterlinie tijdens de eerste helft van de twintigste eeuw. In Woerden, Schoonhoven en Oudewater zijn de vestingwerken tijdens de negentiende eeuw vrijwel volledig ontmanteld. Dat was ook zo in Heusden, maar de vestingwerken zijn beginnend in 1968 gerestaureerd naar zeventiende-eeuws voorbeeld.

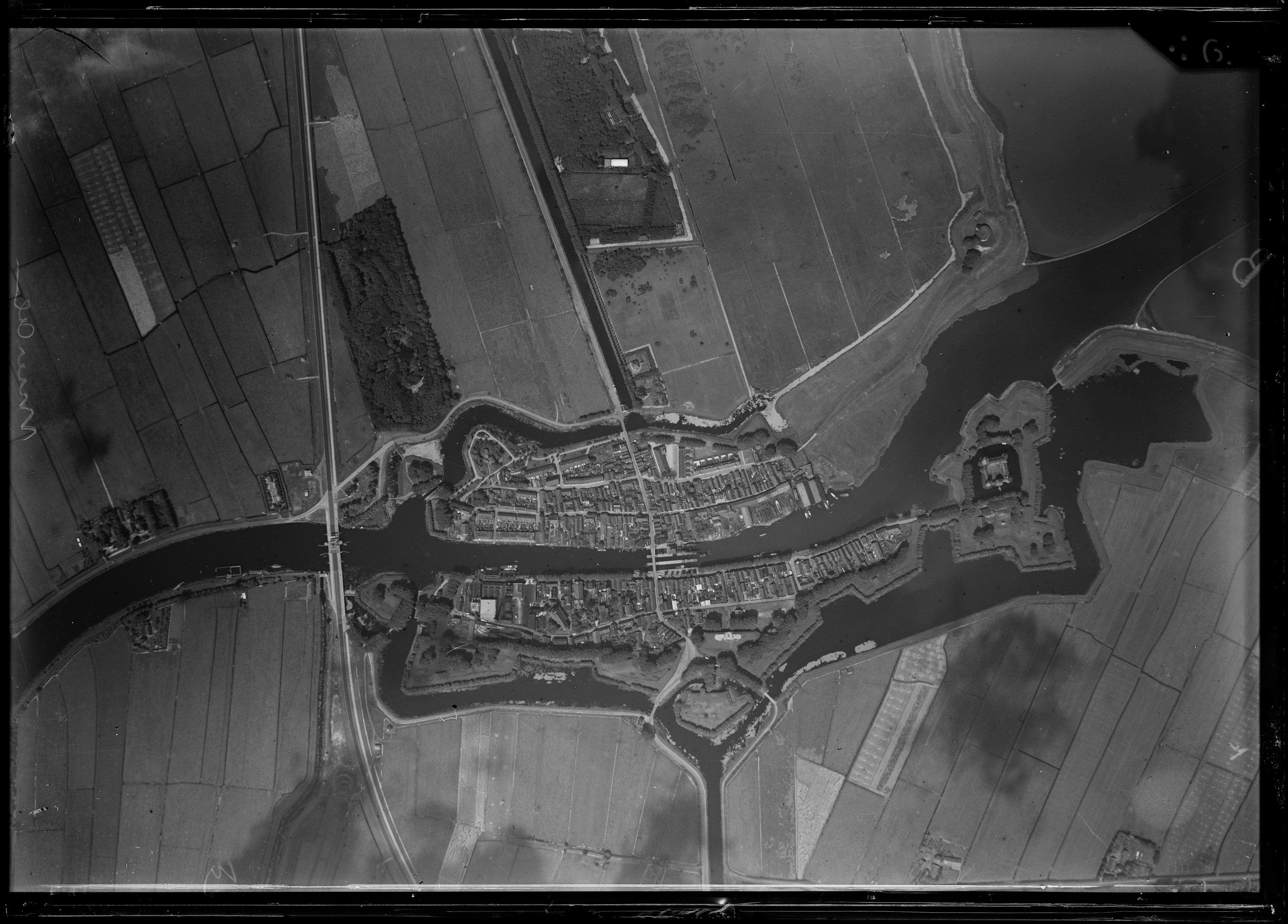
Muiden; ca. 1920.
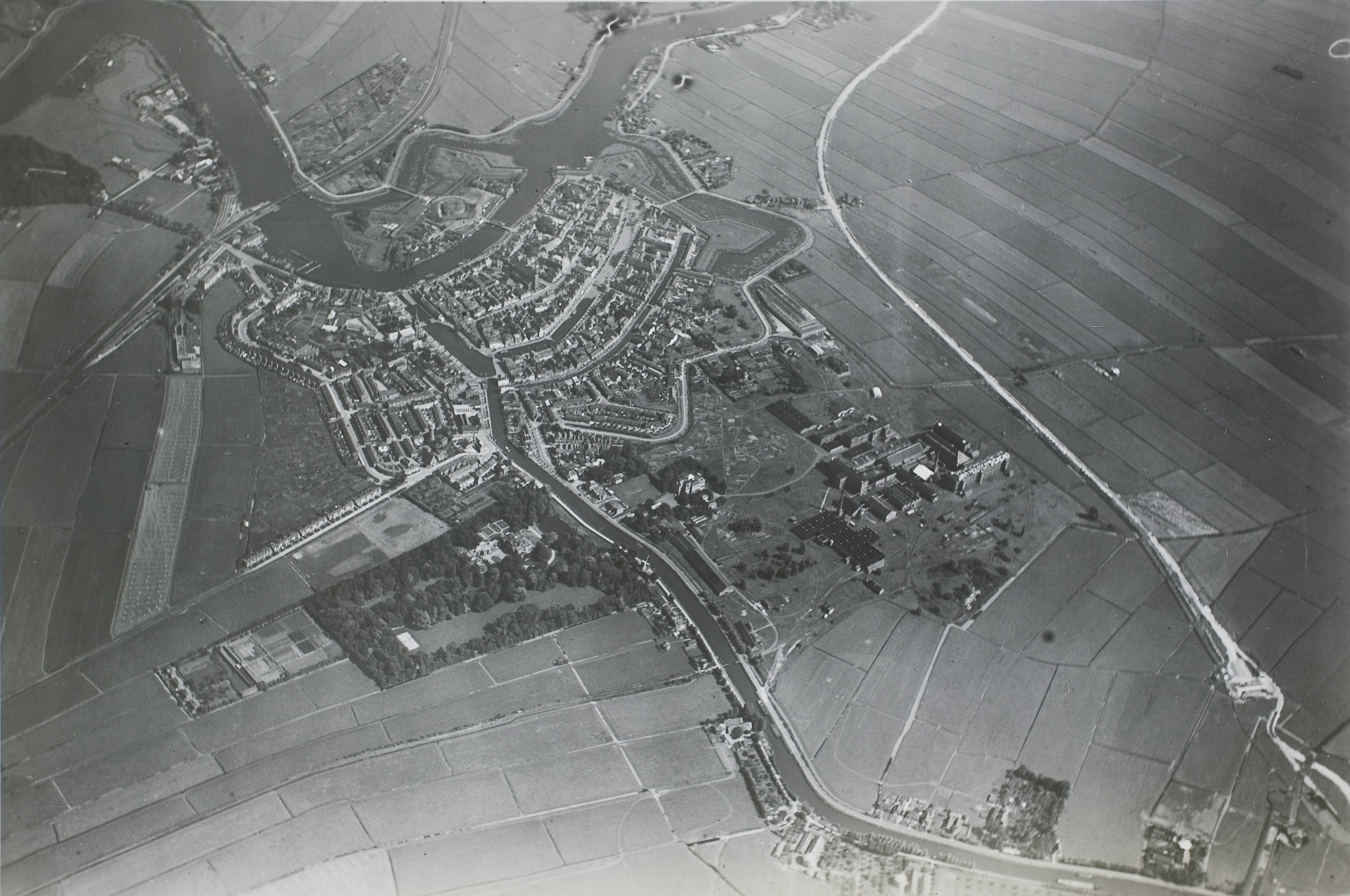
Weesp; ca. 1920.
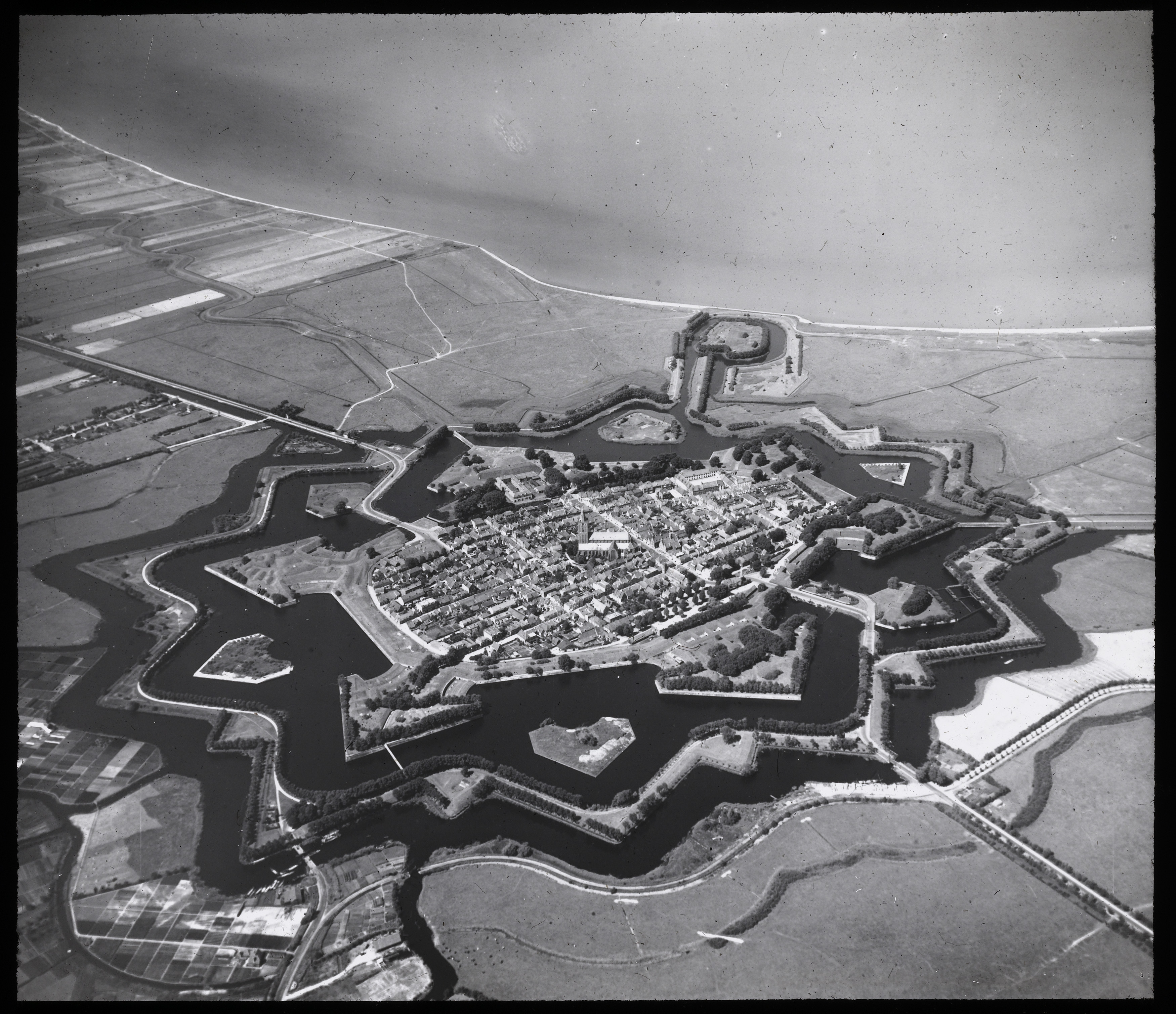
Naarden; ca. 1920.
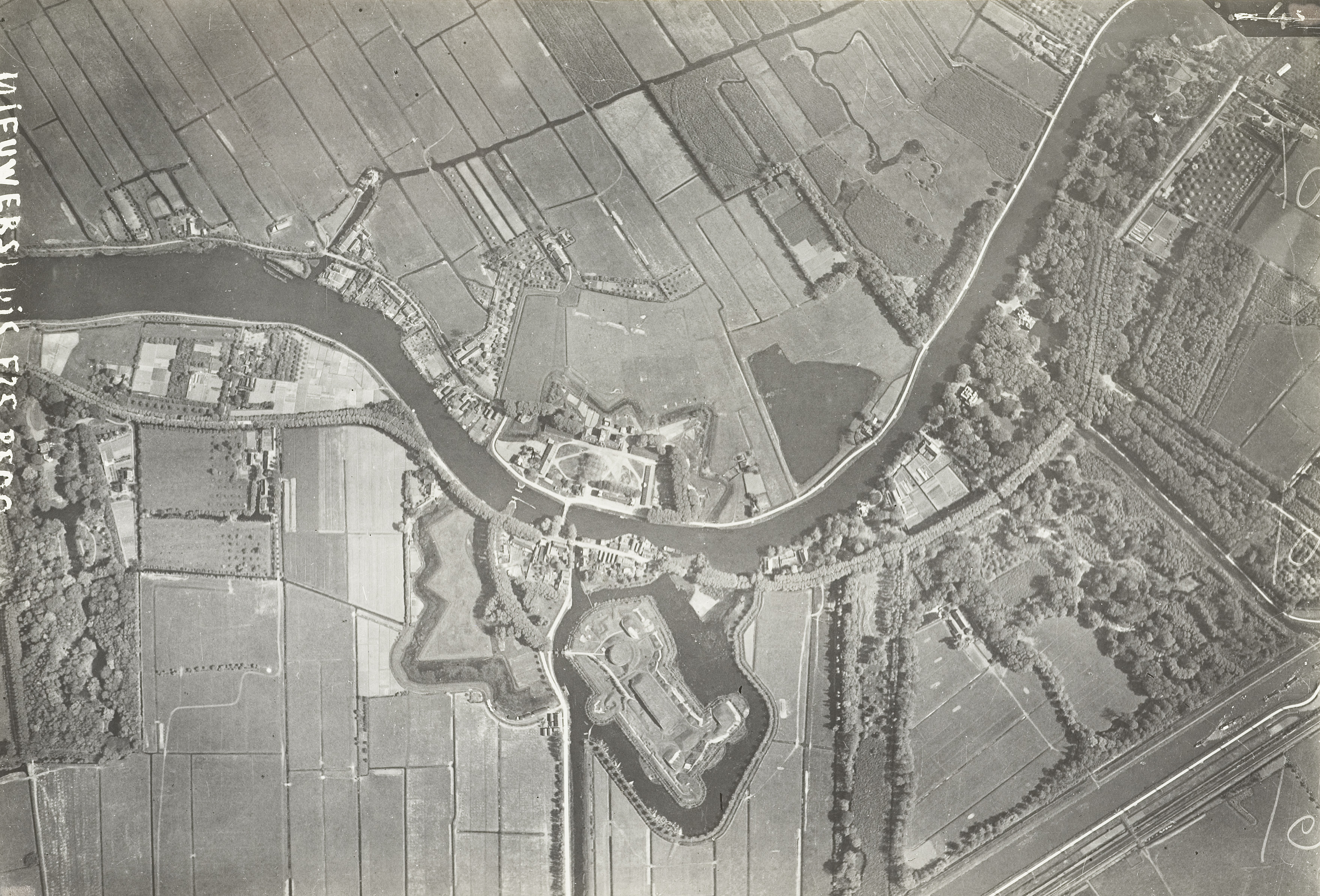
Nieuwersluis; ca. 1920.
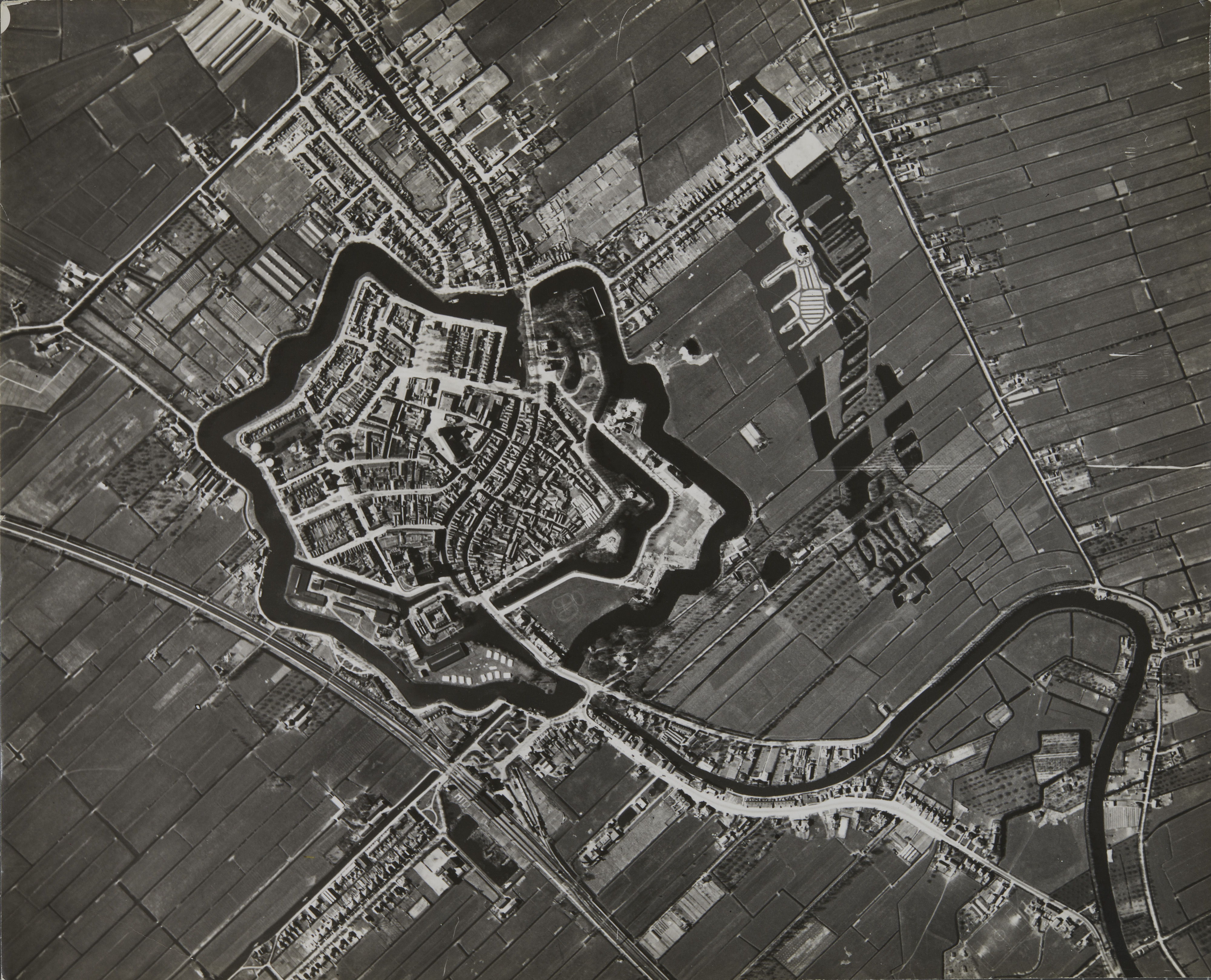
Woerden; ca. 1920.
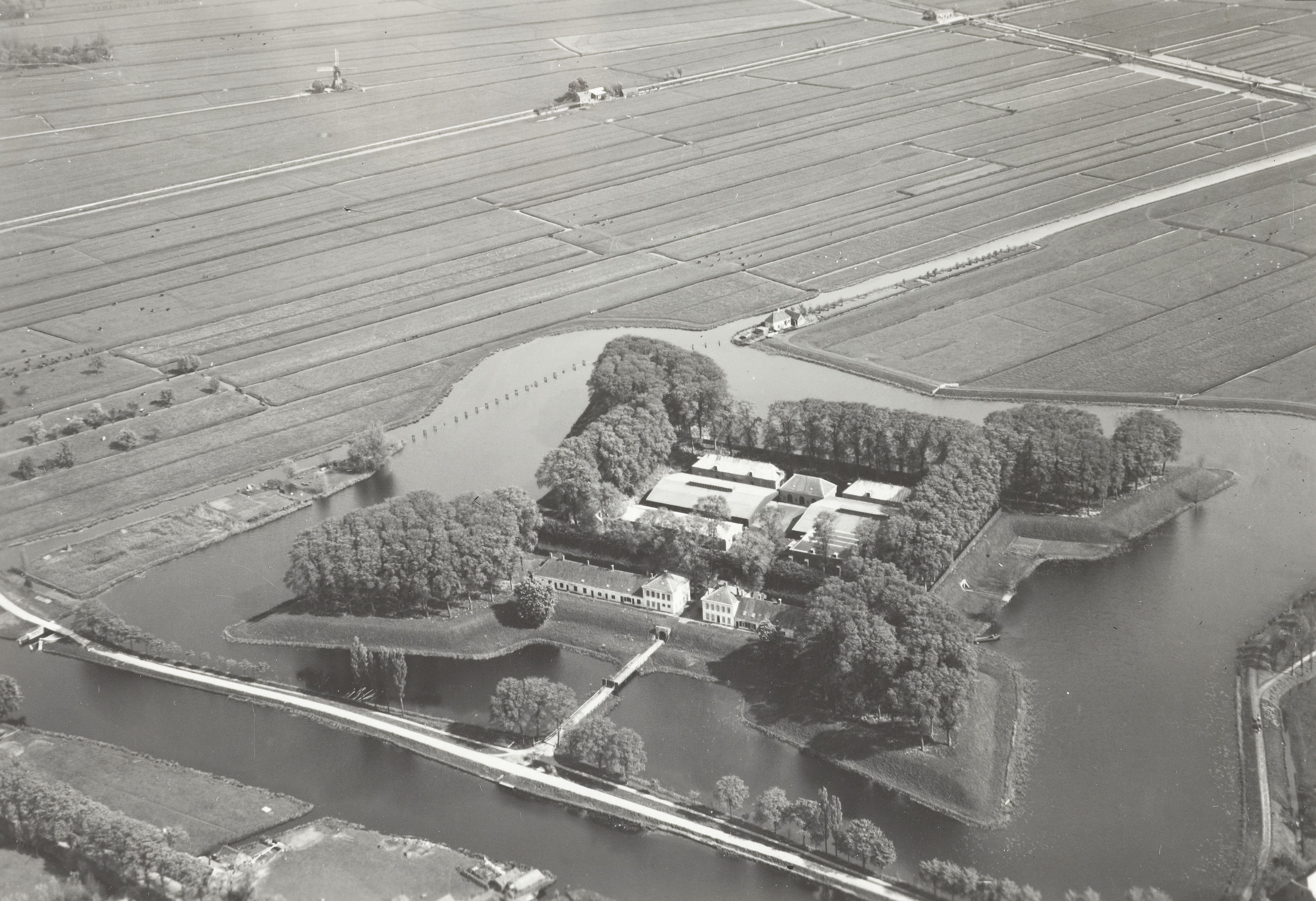
Fort Wierickerschans; ca. 1920.
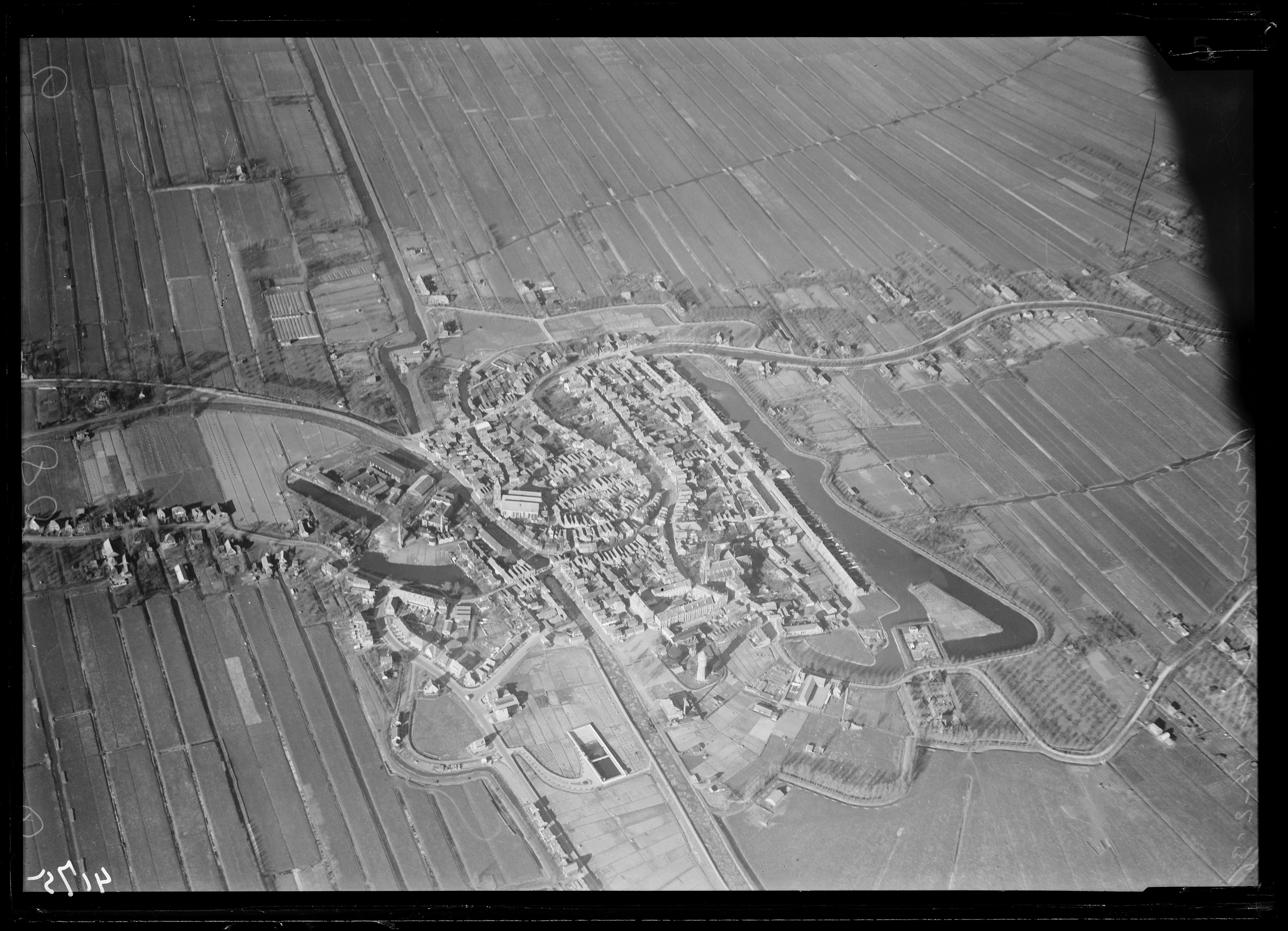
Oudewater; ca. 1920.
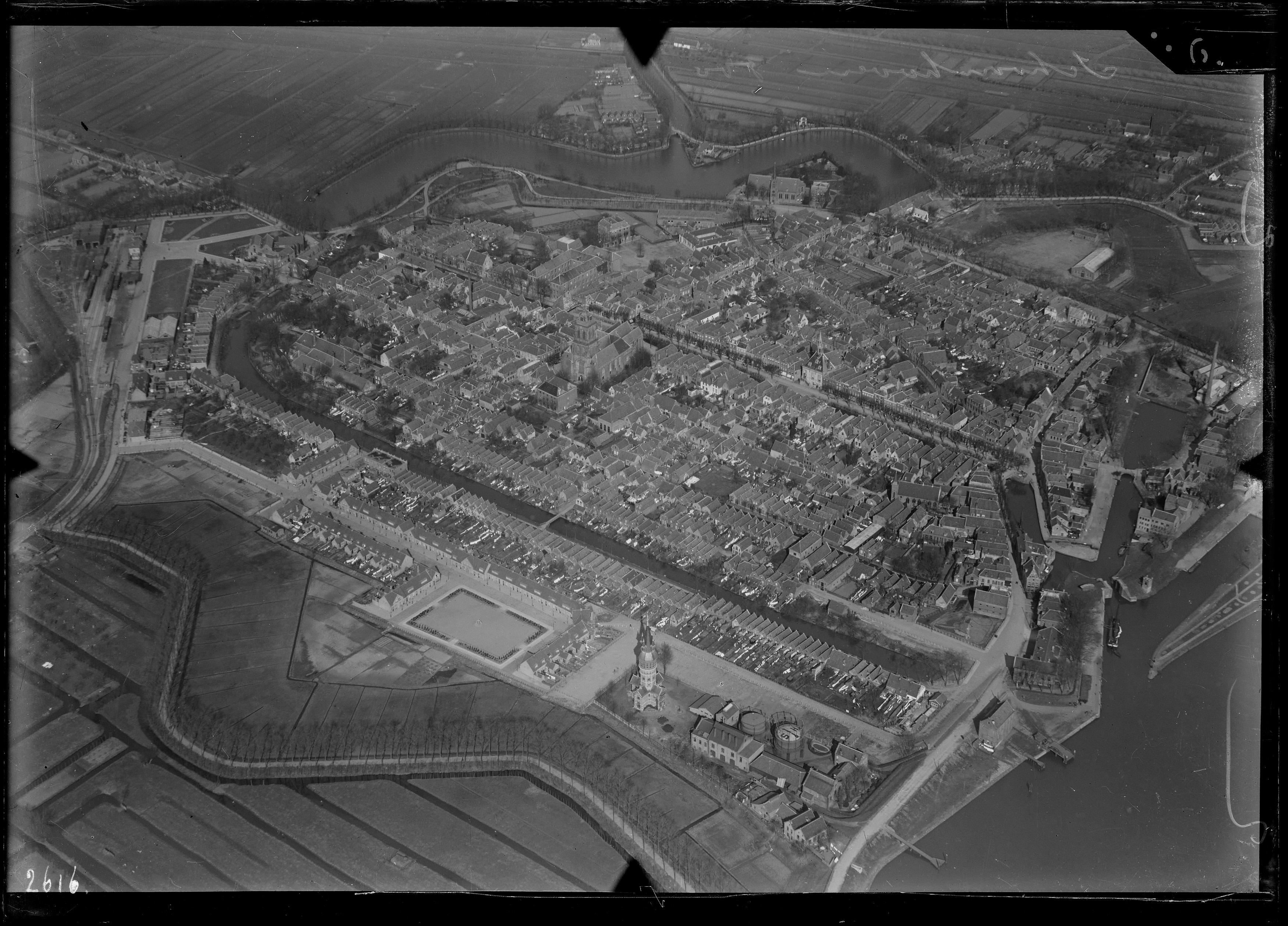
Schoonhoven; ca. 1920.
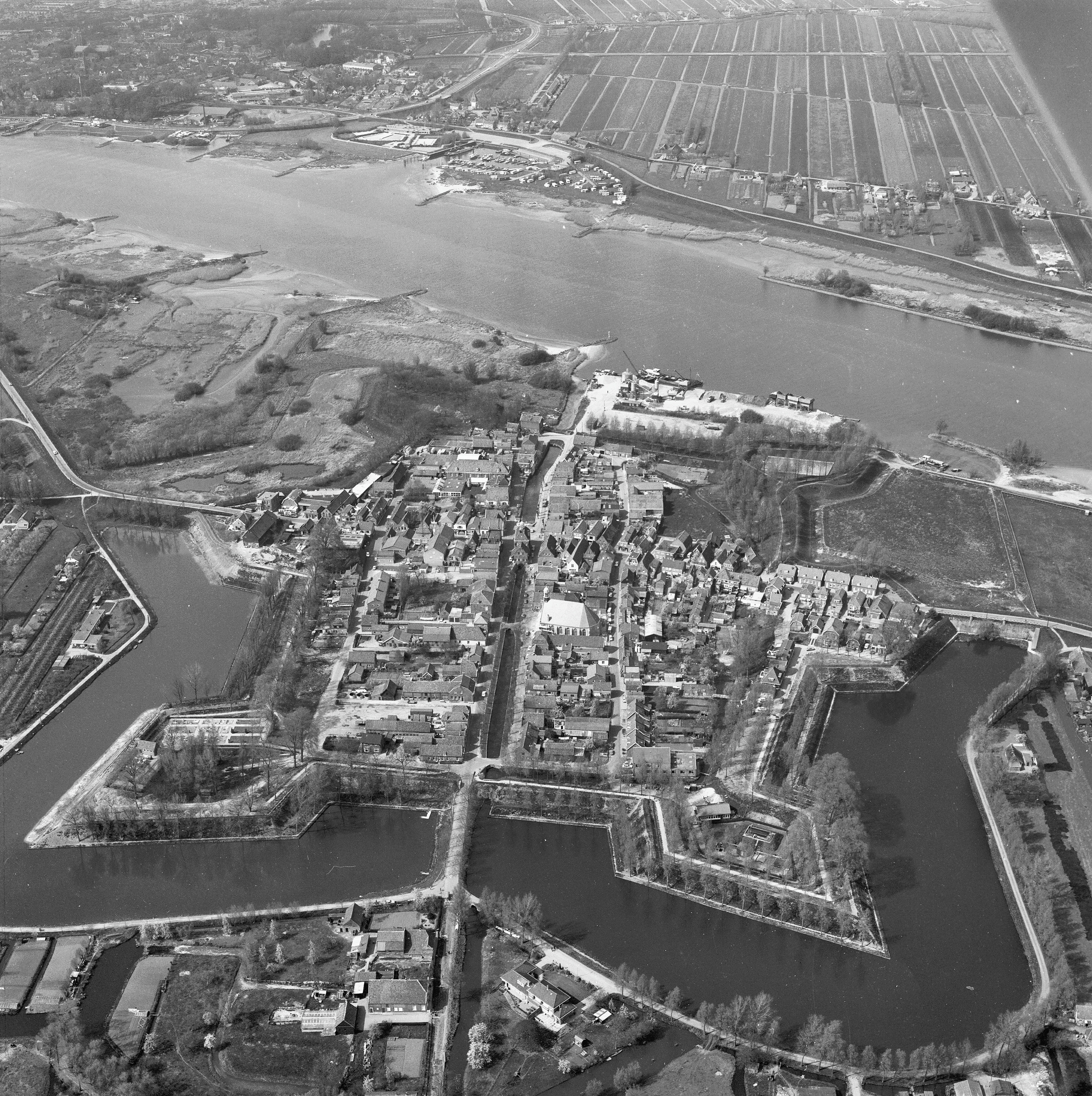
Nieuwpoort; 1977.
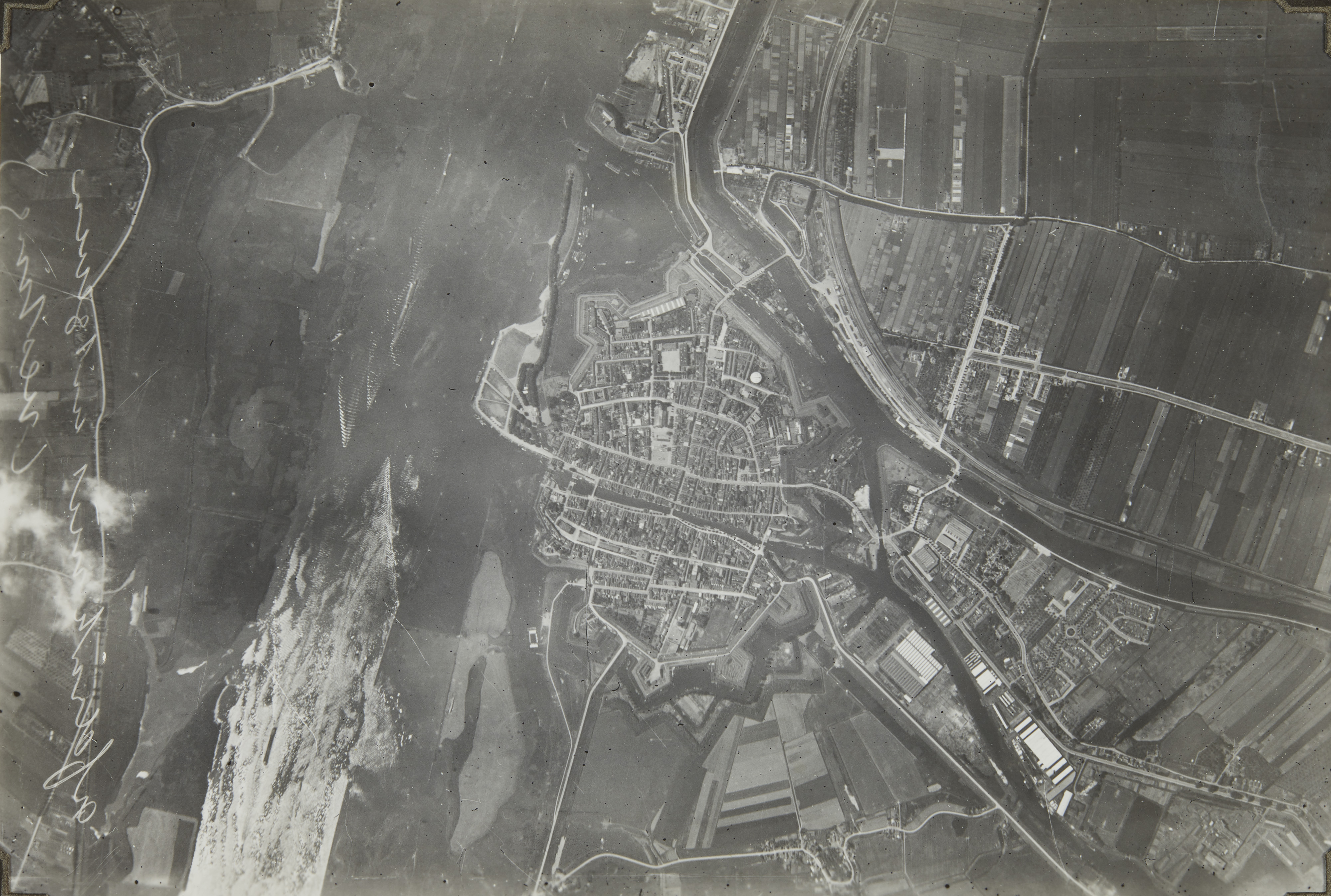
Gorinchem; ca. 1920.
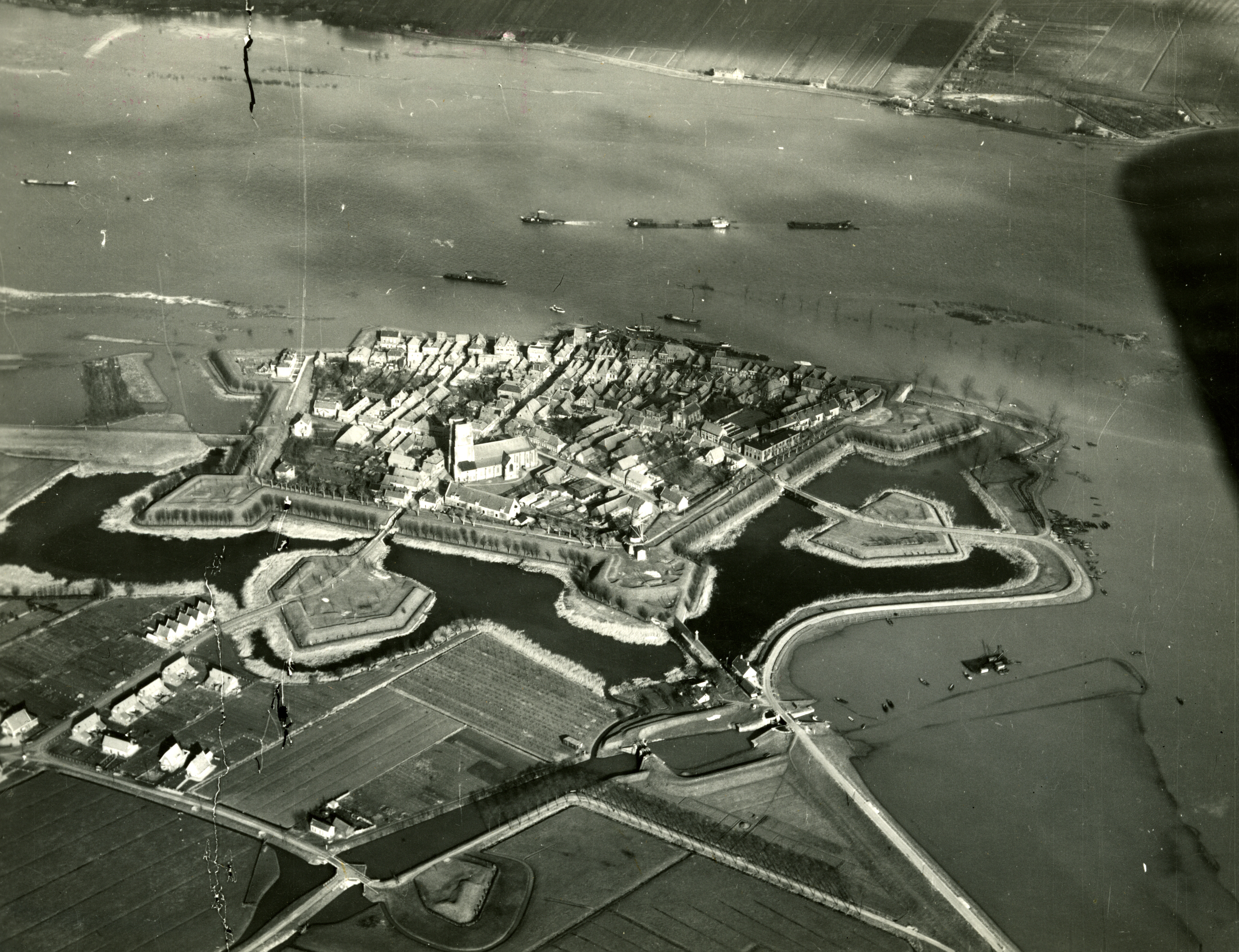
Woudrichem; ca. 1920.
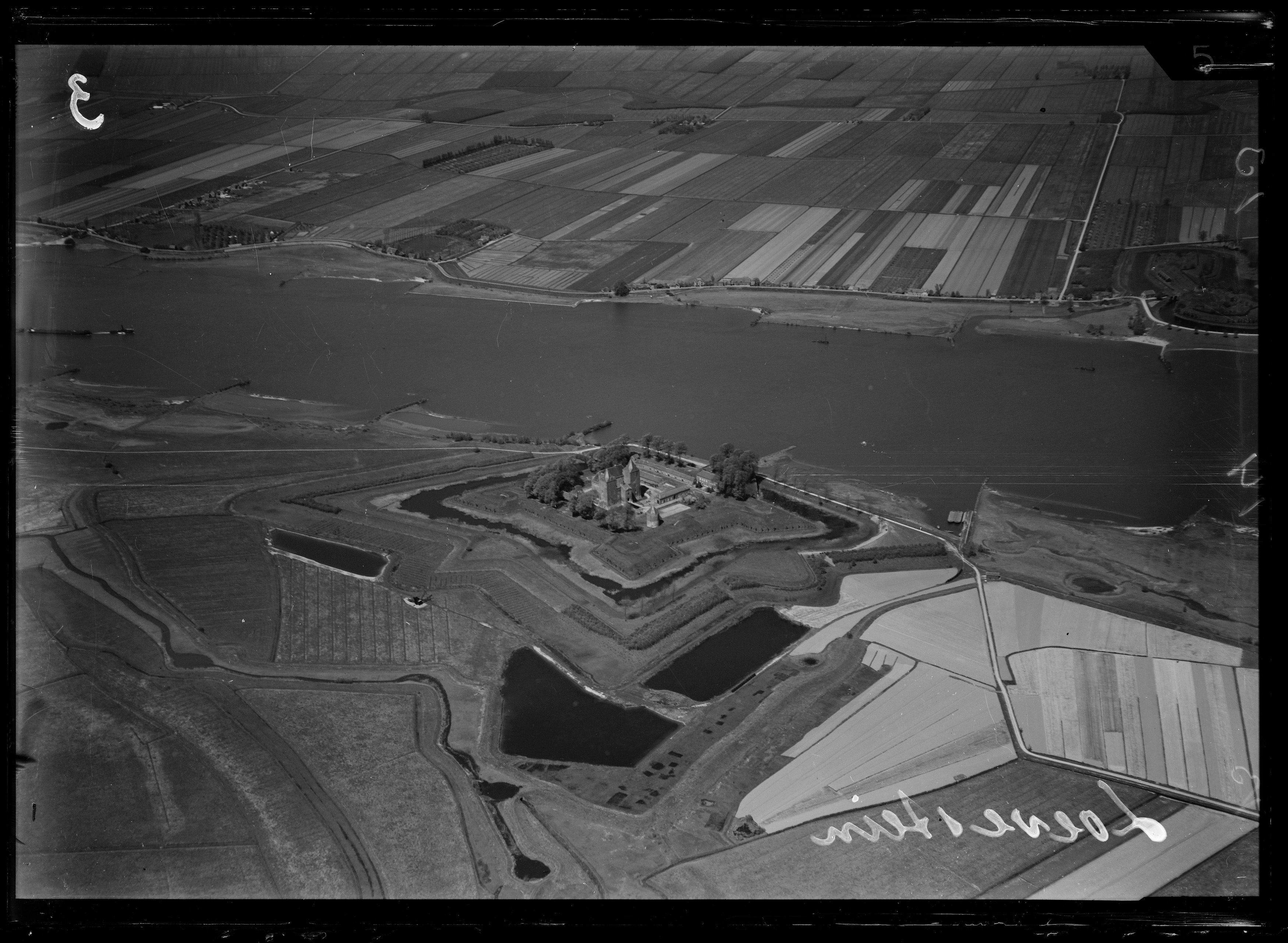
Fort Loevestein; ca. 1920.
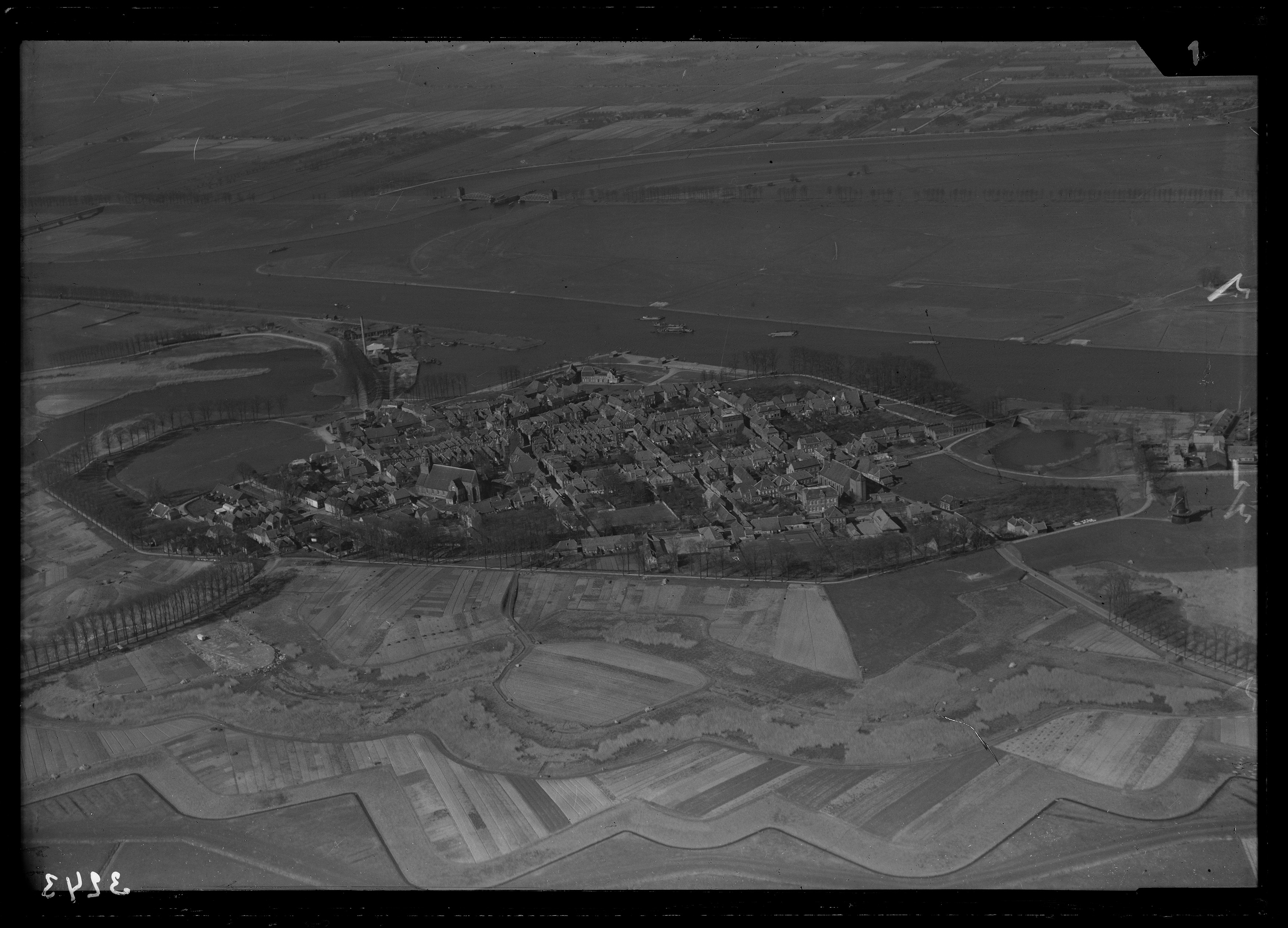
Heusden voor de restauratie; ca. 1920.
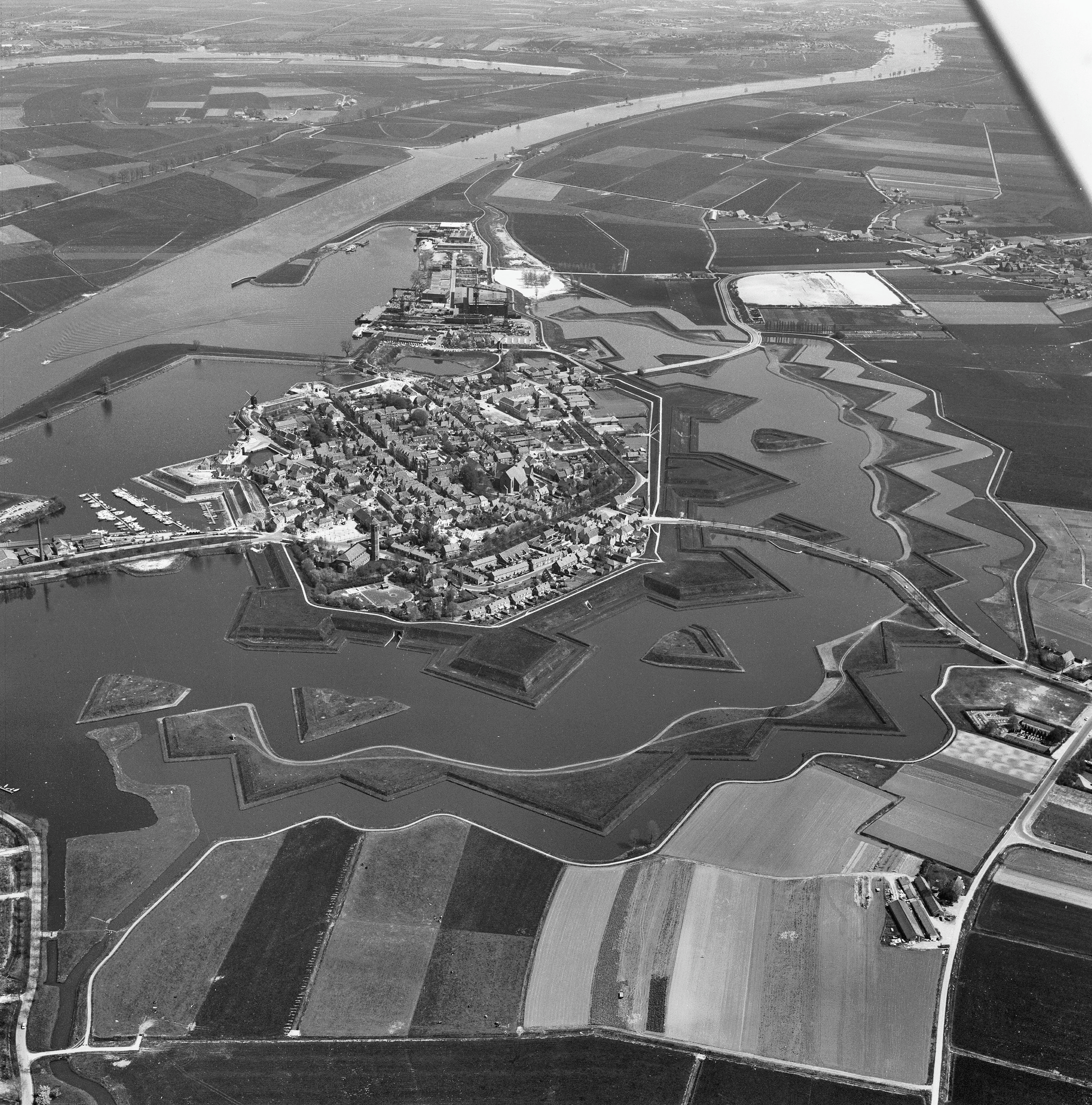
Heusden na de restauratie; 1977.